# Stadler GTW 4. Generation
Der GTW (für Gelenktriebwagen) von Stadler Rail ist ein Triebzug mit einem fest eingereihten zweiachsigen Antriebsmodul für den Schienenpersonennahverkehr. Die GTW der vierten und letzten Generation wurden von 2006 bis 2017 ausgeliefert und erhielten Führerkabinen, die verschärfte Crashnormen erfüllen.

## Geschichte

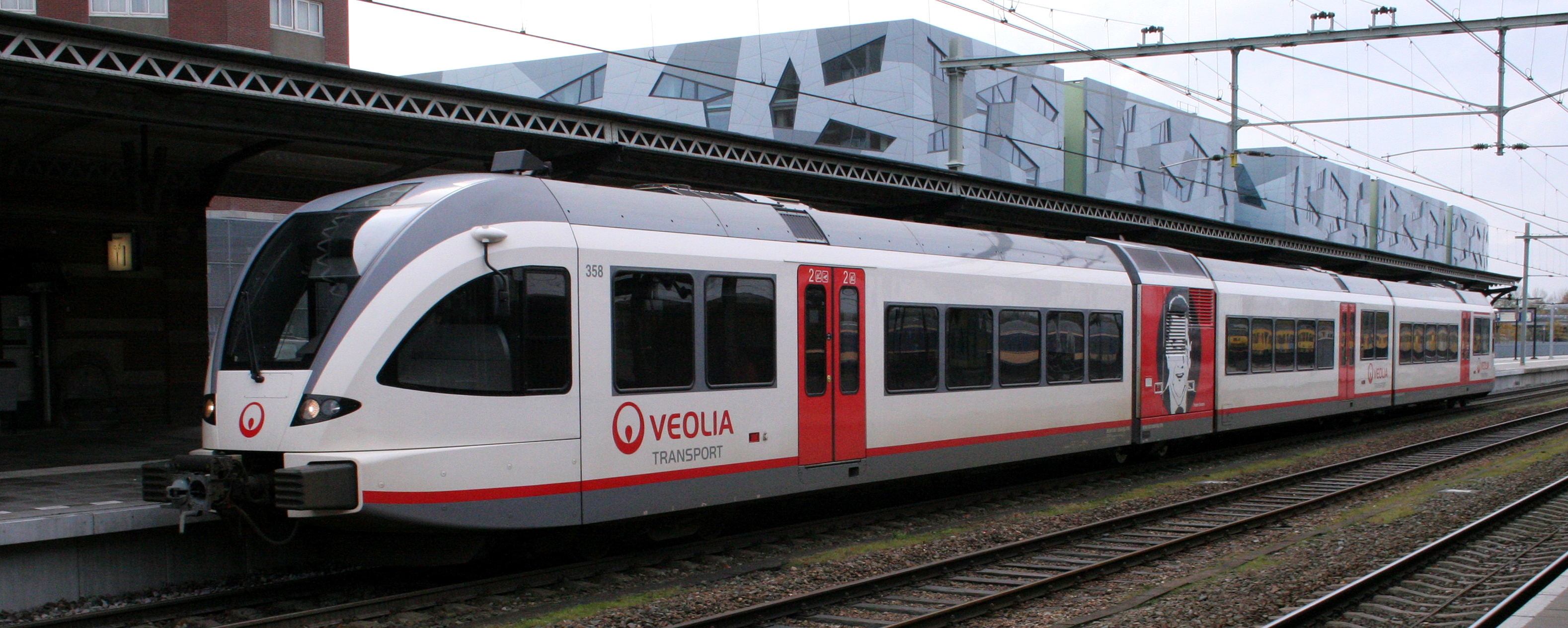
Ähnliche Diesel-GTW wie Arriva beschaffte Veolia für die Bahnstrecke Nijmegen–Roermond.

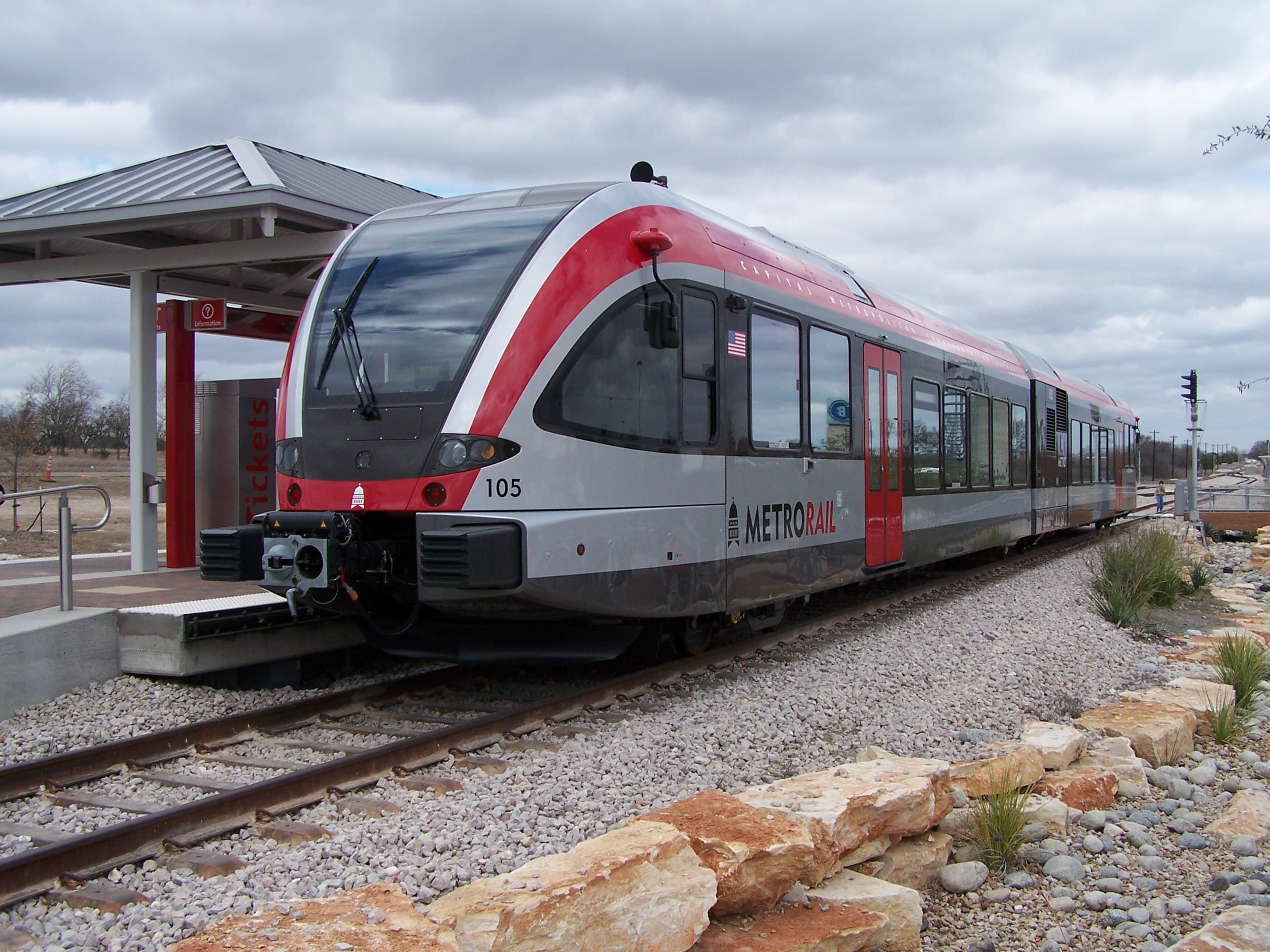
Die sechs im Jahr 2007 gelieferten Diesel-GTW für die amerikanische Capital Metro in Austin erhielten die Wagenkästen der vierten Generation, aber Dieselmotoren von Cummins.

2005 bestellte Arriva für die Bedienung der niederländischen Provinzen Friesland und Groningen 43 zwei- und dreiteilige Diesel-GTW, die in nur 29 Monaten gebaut und geliefert werden mussten. Weil damals in den Niederlanden die verschärften Crashnormen bereits in Kraft waren, mussten die Endwagenkästen mit Führerkabine neu entwickelt werden. Zusätzlich zur Druckfestigkeit von 1500 kN wurde der Wagenkasten auf eine Versagenslast von 3000 kN und das Energieabsorptionsvermögen bei einer Kollision von rund 900 kJ auf 2100 kJ erhöht. Die Frontstruktur und die Seitenwände der Wagenkästen wurden mit den Flirt-Wagenkästen vereinheitlicht, wobei seither eine integrale, komplette geschweißte Bauweise mit Aluminium-Strangpressprofilen zur Anwendung kommt. Damit wird eine höhere Stabilität der Rohbaustruktur erreicht. Zur Vereinfachung der Zulassungen sind die meisten sicherheitsrelevanten Funktionen in Relais-Technik realisiert.
2007/08 erhielt auch Veolia Transport Niederlande zwei- und dreiteilige Diesel-GTW, die weitgehend denen von Arriva entsprechen. Nach den Lieferungen der Diesel-GTW an Arriva und Veolia gewannen beide Unternehmen auch Ausschreibungen für mit 1500 Volt Gleichspannung elektrifizierte Strecken. Die dafür gelieferten GTW sind mit Stromrichtern ausgestattet, die auf Basis der 3-kV-Flirt-Stromrichter entwickelt wurden. Die elektrischen und dieselbetriebenen Züge von Veolia verkehren in gemischter Mehrfachtraktion. Dazu sind alle Züge mit Schaltern sowohl für den Dieselmotorstart als auch für Hauptschalter und Stromabnehmer ausgestattet.
Die 2010/11 an die Graz-Köflacher Bahn, die damaligen Steiermärkischen Landesbahnen (STLB) und an Trenord gelieferten Fahrzeuge sind eine Weiterentwicklung der in die Niederlande gelieferten Fahrzeuge. Sie erfüllen die Anforderungen in Bezug auf die behindertengerechte Gestaltung von Schienenfahrzeugen (TSI PRM). Die Diesel-GTW der STLB können mit deren elektrischen GTW in gemischter Mehrfachtraktion verkehren. Die Wagenkästen der Diesel-GTW wurden im Zweigwerk Siedlce in Polen gefertigt.
Die schmalspurigen Zahnrad-GTW der Transports Publics du Chablais (TPC) und der Transports Montreux–Vevey–Riviera (MVR) erhielten Stirnfronten, die den verschärften Crashnormen entsprechen. Die ersten Schmalspurfahrzeuge von Stadler mit einer solchen Frontpartie sind die Schmalspur-Flirt ABe 4/8 „Diamant“ der BDWM.

## Kunden und Betreiber

### Schweiz

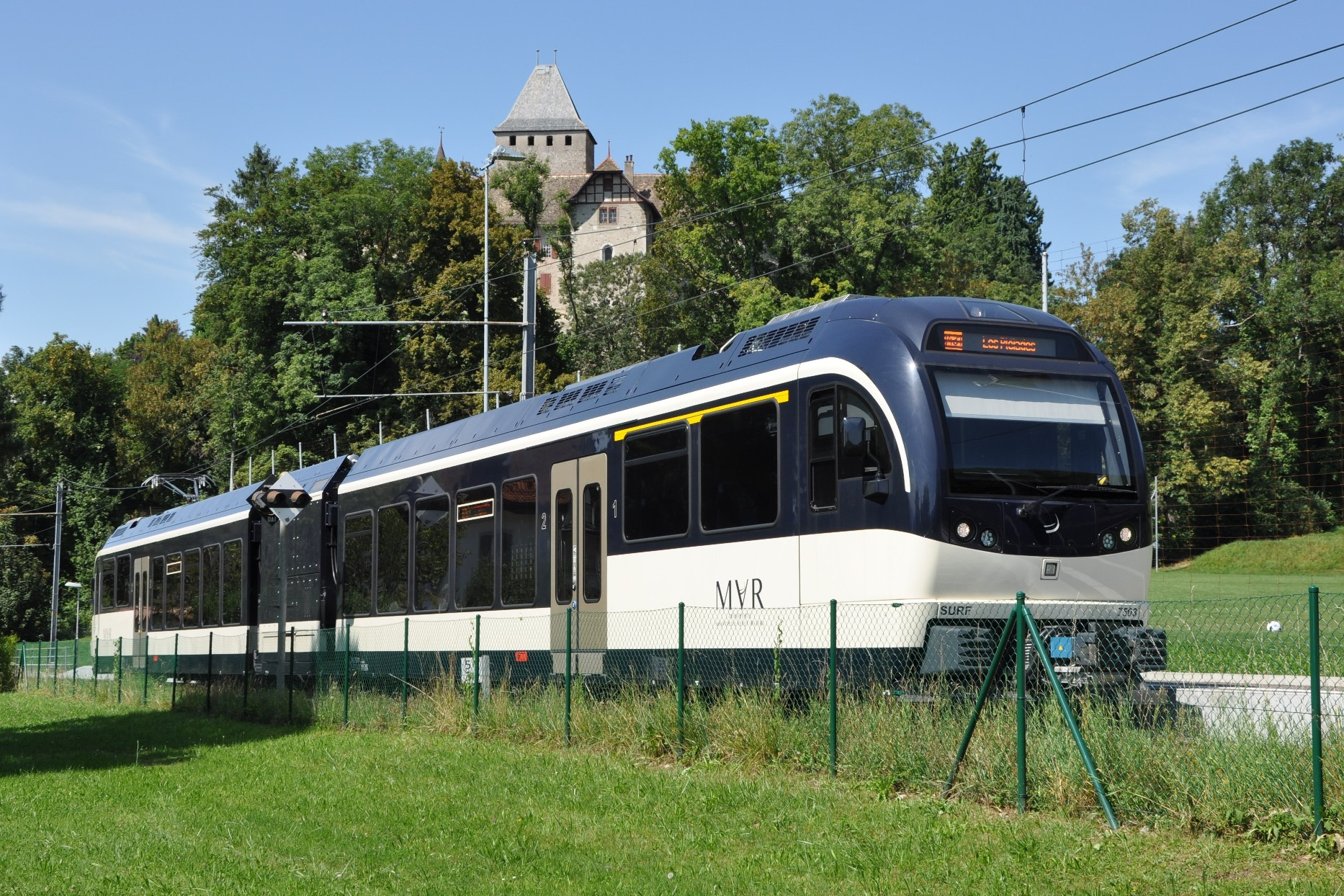
Ein Zahnrad-GTW der MVR vor dem Schloss Blonay

- Transports Montreux–Vevey–Riviera (MVR)
  - ABeh 2/6 7501–7508 (2015–2017)
→ zu den Zahnrad-GTW der MVR und der TPC siehe auch Abschnitt Zahnradantrieb im Artikel Stadler GTW

Die ABeh 2/6 mit gemischtem Adhäsions- und Zahnradbetrieb verkehren hauptsächlich zwischen Vevey und Les Pléiades, wo sie die kürzeren Be 2/6 mit reinem Adhäsionsantrieb und ältere Fahrzeuge auf dem oberen Streckenabschnitt mit Zahnstange ersetzten. Daneben führen sie Regionalzüge auf dem MOB-Abschnitt Montreux–Les Avants.
Namen: 7501 Saint-Légier-La Chiésaz, 7502 Blonay, 7503 Blonay-Chamby, 7504 Vevey
Die MVR hatten von 1997 bis 2017 Adhäsions-GTW der ersten Generation in Betrieb.
- Transports Publics du Chablais (TPC)

- Beh 2/6 541–547 (2016)

Die TPC ersetzten im Rahmen der Umstellung auf die einheitliche Oberleitungsspannung von 1500 Volt mit den ABeh 2/6 541–547 einen Großteil der Flotte. Die 2016 in Dienst gestellten Zahnrad-GTW verkehren auf der Strecke Aigle–Ollon–Monthey–Champéry, sind aber auch auf den anderen von Aigle ausgehenden Meterspurstrecken einsetzbar. Die Fahrzeuge verfügen über kein Erstklassabteil, sind aber bezüglich Sitz- und Fensterteiler für eine spätere Umrüstung vorbereitet.
Namen: 541 Cime de l’Est, 542 La Forteresse, 543 La Cathédrale, 544 L’Éperon, 545 La Dent Jaune, 546 Les Doigts, 547 La Haute Cime

### Deutschland
- Ostdeutsche Eisenbahn (ODEG)

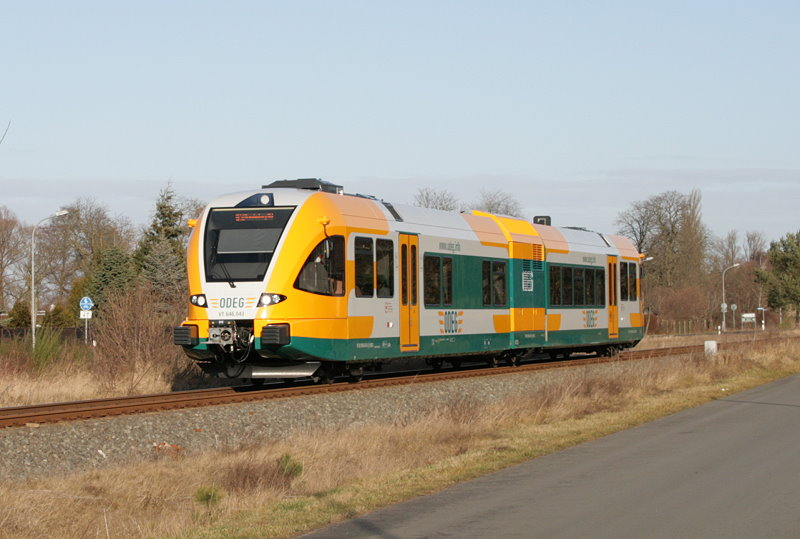
Die Fahrzeuge der Ostdeutschen Eisenbahn (ODEG) tragen einen weiß-gelben Anstrich.

  - Baureihe 646 040–045 (2011), GTW 2/6 (mit zwei Dieselmotoren)[6]

Im Dezember 2011 übernahm die Ostdeutsche Eisenbahn den Betrieb des Streckenabschnitts Rathenow–Brandenburg (Havel) (RB 51) und auf der Bahnstrecke Berlin-Wannsee–Beelitz Stadt–Jüterbog (RB 33). Die Fahrzeuge wurden bis zum 6. Juni 2023 sukzessiv durch Neufahrzeuge der Baureihe Alstom Lint 54 ersetzt.

### Österreich

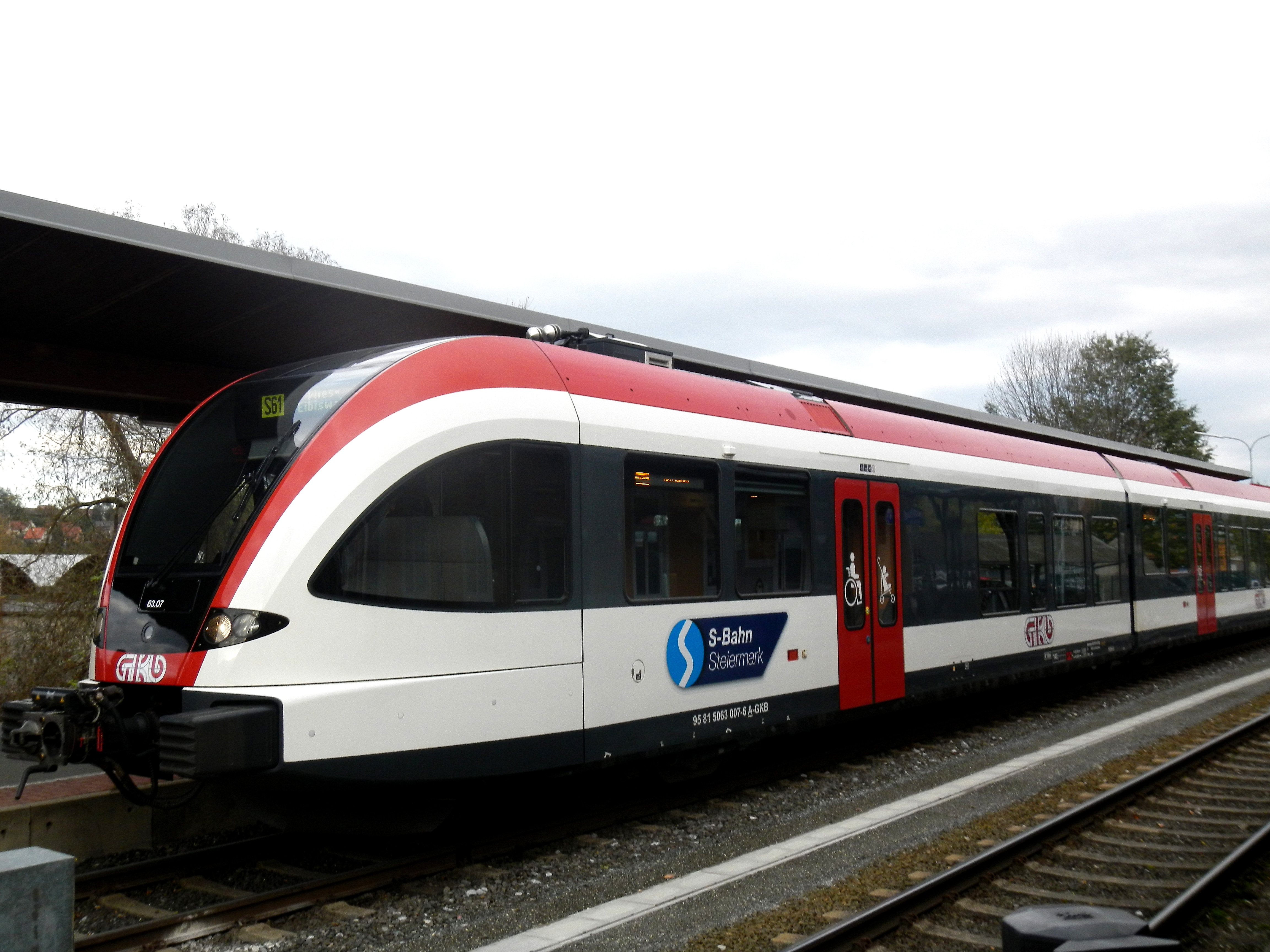
VT 5063 der Graz-Köflacher Bahn als S61 der S-Bahn Steiermark

- Graz-Köflacher-Bahn- und Busbetrieb (GKB)
  - VT 5063.001–013 (2010–2011), GTW 2/8 (mit zwei Dieselmotoren)

Wegen steigender Fahrgastzahlen und um teilweise nahezu 30 Jahre alte Fahrzeuge zu ersetzen beschaffte die Graz-Köflacher-Bahn 13 dreiteilige GTW.

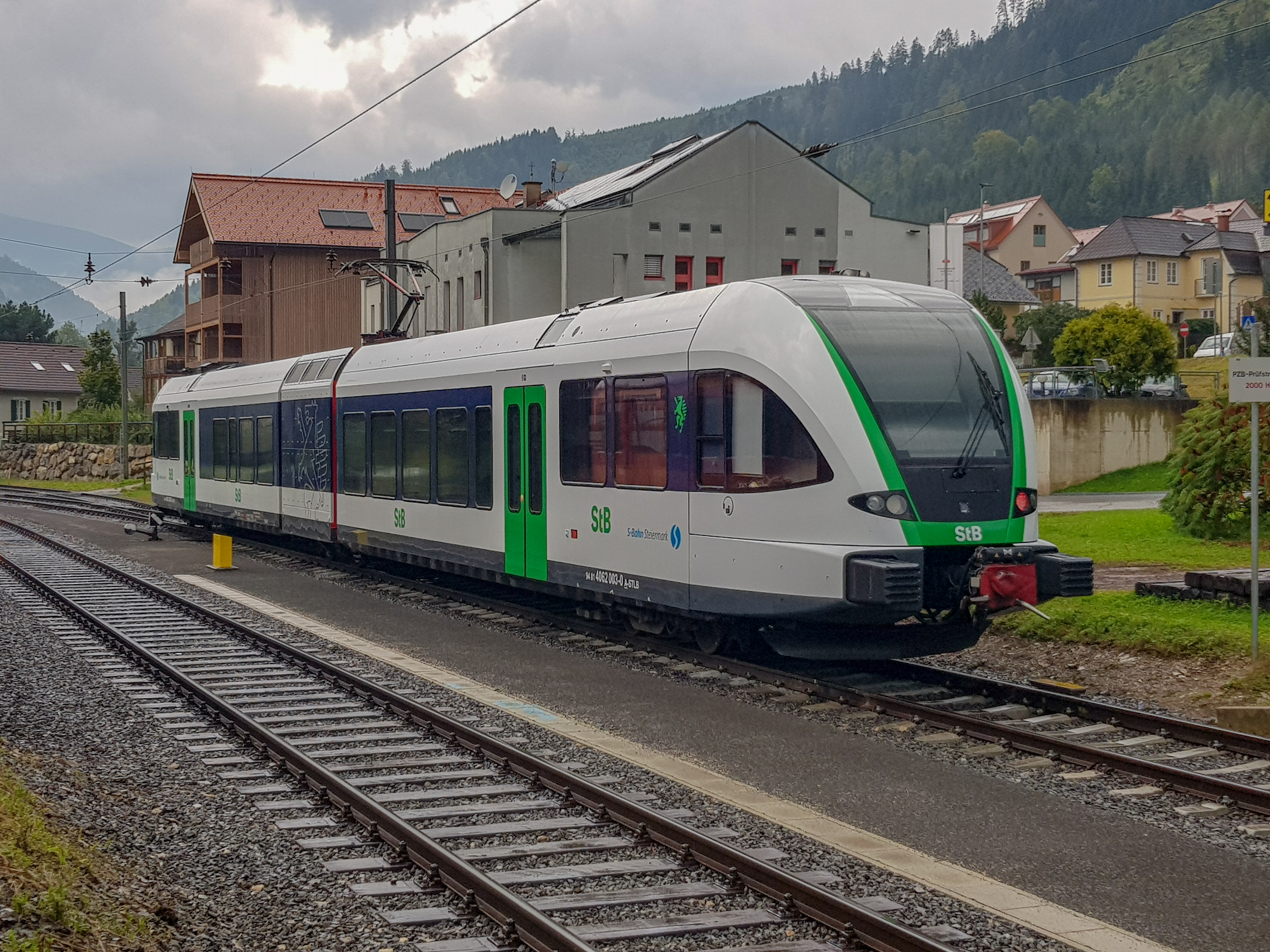
ET 4062 003 der Steiermarkbahn in Übelbach

- Steiermarkbahn und Bus (StB), bis 2018 Steiermärkische Landesbahnen (STLB)
  - VT 5062.001–003 (2010–2011), GTW 2/6 (mit zwei Dieselmotoren) für die Strecke Graz–Gleisdorf–Weiz
  - ET 4062.001–003 (2010–2011), GTW 2/6 (15 kV, 16,7 Hz) für die Strecke Graz–Peggau–Übelbach

Für den Einsatz im S-Bahn-Verkehr des Großraums Graz beschafften die Steiermärkischen Landesbahnen drei elektrische und drei dieselelektrische GTW 2/6. Mit Ausnahme von Antrieb und Heizung sind beide Fahrzeugtypen baugleich. Bis zu vier Fahrzeuge können gekuppelt werden, wobei auch ein Mischbetrieb von elektrischen und dieselbetriebenen Zügen möglich ist. Wegen Verzögerungen bei der Zulassung konnten die VT 5062 erst im November 2011 dem Betrieb übergeben werden, was zu Unstimmigkeiten zwischen Hersteller und Kunde führte.
Am 6. Mai 2015 stieß beim Eisenbahnunfall von Waldstein der ET 4062.001 frontal mit dem ET 4062.002 zusammen. Zwei Personen wurden getötet und acht verletzt. Stadler kam in die Kritik, weil die horizontal gerippten Puffer bei der Kollision ein Aufklettern des 4062.001 auf den Rahmen des 4062.002 hätten verhindern sollen. Weil dies nicht funktionierte, waren die im Rahmen unter den Führerkabinen eingebauten Stoßverzehrelemente wirkungslos und der Überlebensraum des Triebfahrzeugführers beeinträchtigt. Der Hersteller wies nach, dass die verunfallten GTW ihre verschärfte Crashtauglichkeit erfüllt hätten und das Aufklettern auf die hohe Kollisionsgeschwindigkeit von 70 statt den genormten 36 km/h zurückzuführen sei. Der schwer beschädigte ET 4062.002 wurde 2016 von Stadler instand gestellt. Ob der andere GTW auch repariert oder durch ein Neubaufahrzeug ersetzt werden soll, war zum damaligen Zeitpunkt nicht bekannt.

### Frankreich
- Panoramique des Dômes, meterspurige Zahnradbahn
  - 1–4 (2011–2012), GTW 2/6 (1500 V Gleichspannung, Fahrleitung)
→ siehe auch Abschnitt Zahnradantrieb im Artikel Stadler GTW

### Italien

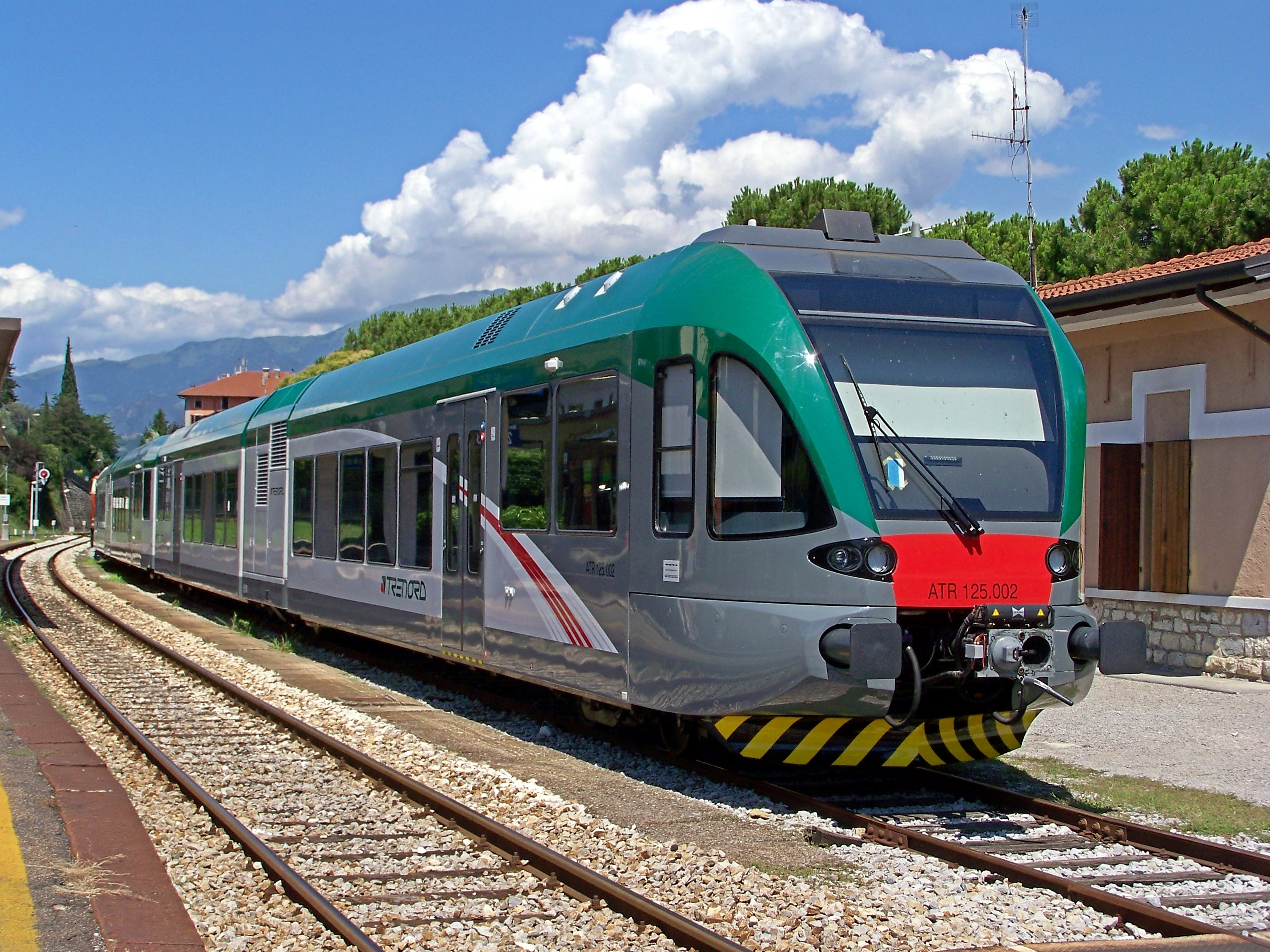
Vierteiliger ATR 125 der Trenord in Iseo

- Sistemi Territoriali (ST) Adria–Mestre–Venezia Santa Lucia[13]
  - ATR 126 001–004 (2012), GTW 2/6 zweimotorige Dieseltriebwagen, Halbzüge zu GTW 4/12 gekuppelt[14]

Sistemi Territoriali betreibt in Venetien mehrere Bahnlinien. Die GTW von Stadler der dritten Generation verkehren als erste Fahrzeuge im blau-weißen Design im Großraum Venedig.
- Trenord (TN), ehemals Ferrovie Nord Milano (FNM)
  - ATR 115 001–008 (2011–2012), GTW 2/6 zweimotorige Dieseltriebwagen (Bahnstrecke Brescia–Iseo–Edolo)
  - ATR 125 001–011 (2011–2012), GTW 4/12 viermotorige Dieseltriebwagen (Strecke Mailand–Molteno–Lecco)
  - ATR 125 101–105 (2015), GTW 4/12 viermotorige Dieseltriebwagen
  - ATR 125 106–109 (2017), GTW 4/12 viermotorige Dieseltriebwagen

Ferrovie Nord beschaffte 19 dieselelektrische GTW. Der Auftrag war insofern bemerkenswert, als auf der Strecke Brescia–Edolo seit 2009 zwei neue Pesa-Triebwagen im Einsatz standen. 2015 wurden weitere fünf GTW 4/12 geliefert. 2016 wurden die ATR 125 101–103 im Depot Cremona stationiert, für die Strecken von Padua nach Vercelli, Alessandria und Codogno. Die ATR 125 104 und 105 kamen nach Iseo, um auf der Strecke Brescia–Edolo die ATR 115 zu unterstützen. Die vier ATR 125 106–109 der neuesten Generation sind mit MAN-Dieselmotoren ausgestattet.

### Niederlande

#### Arriva
→ 2017 von Veolia übernommene Fahrzeuge siehe Abschnitt Niederlande / Andere Betreiber

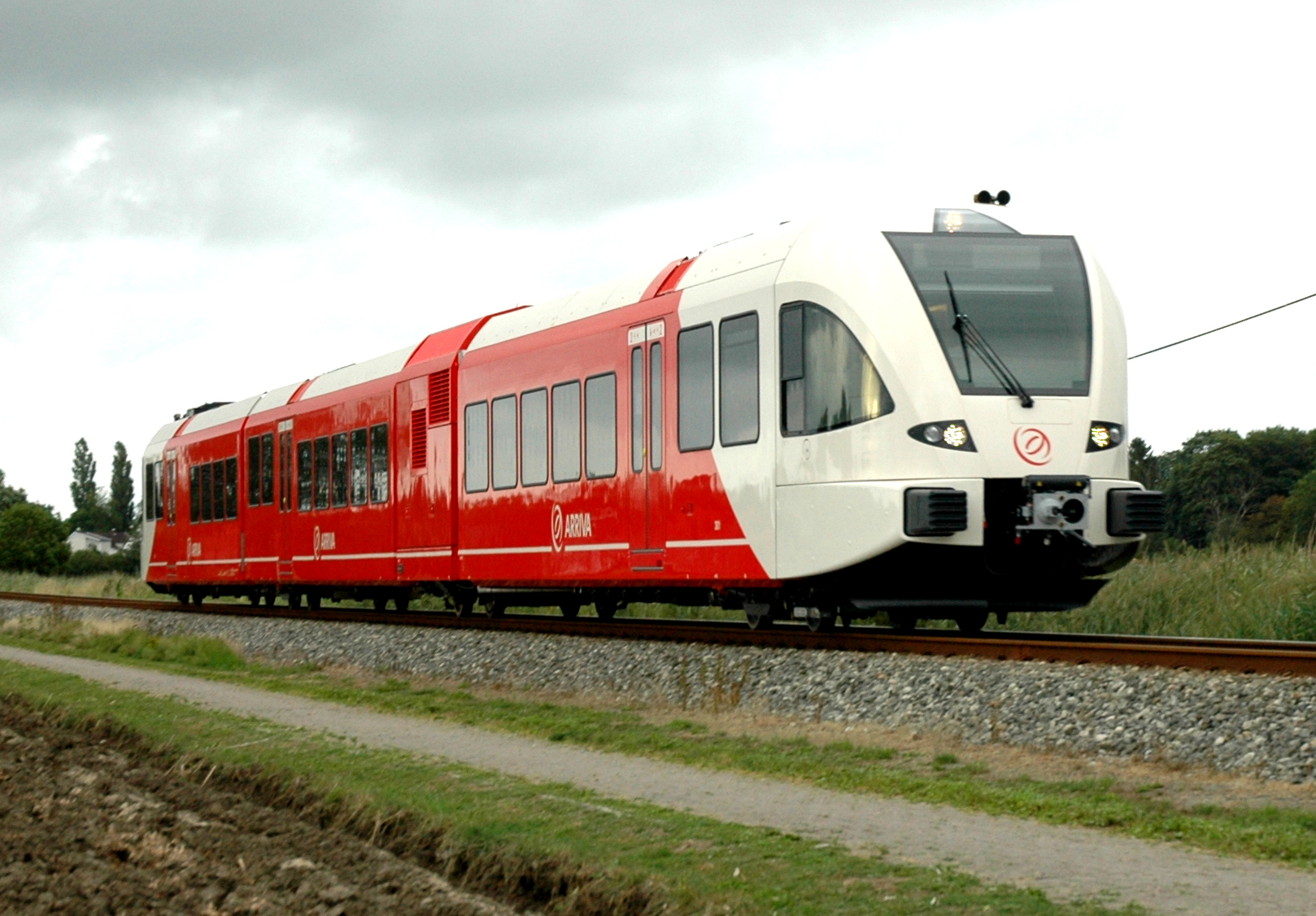
Dreiteiliger Arriva-Spurt 10301 bei Charlottenpolder

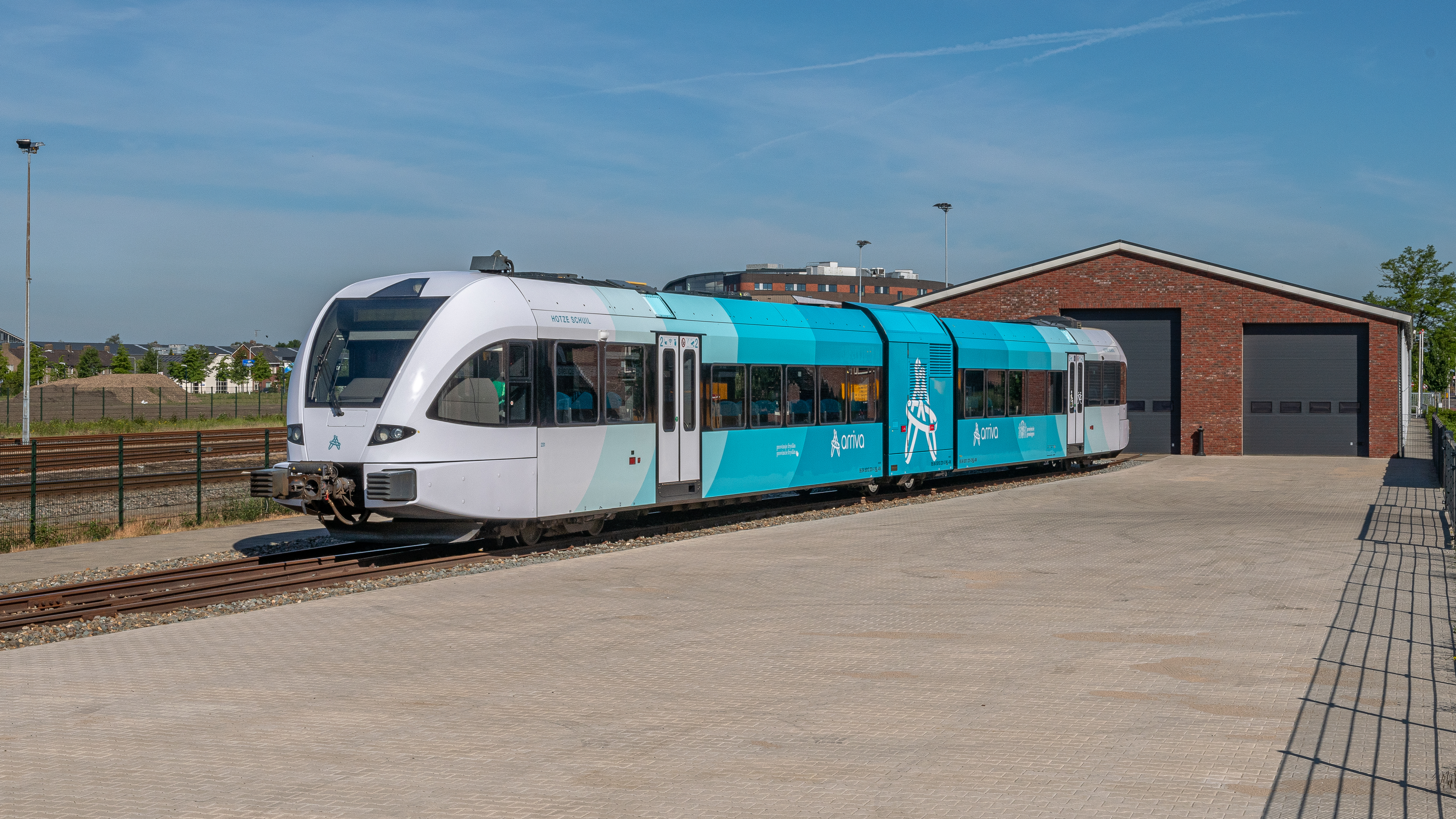
Der erste Spurt im neuen Design für die Provinzen Groningen und Friesland

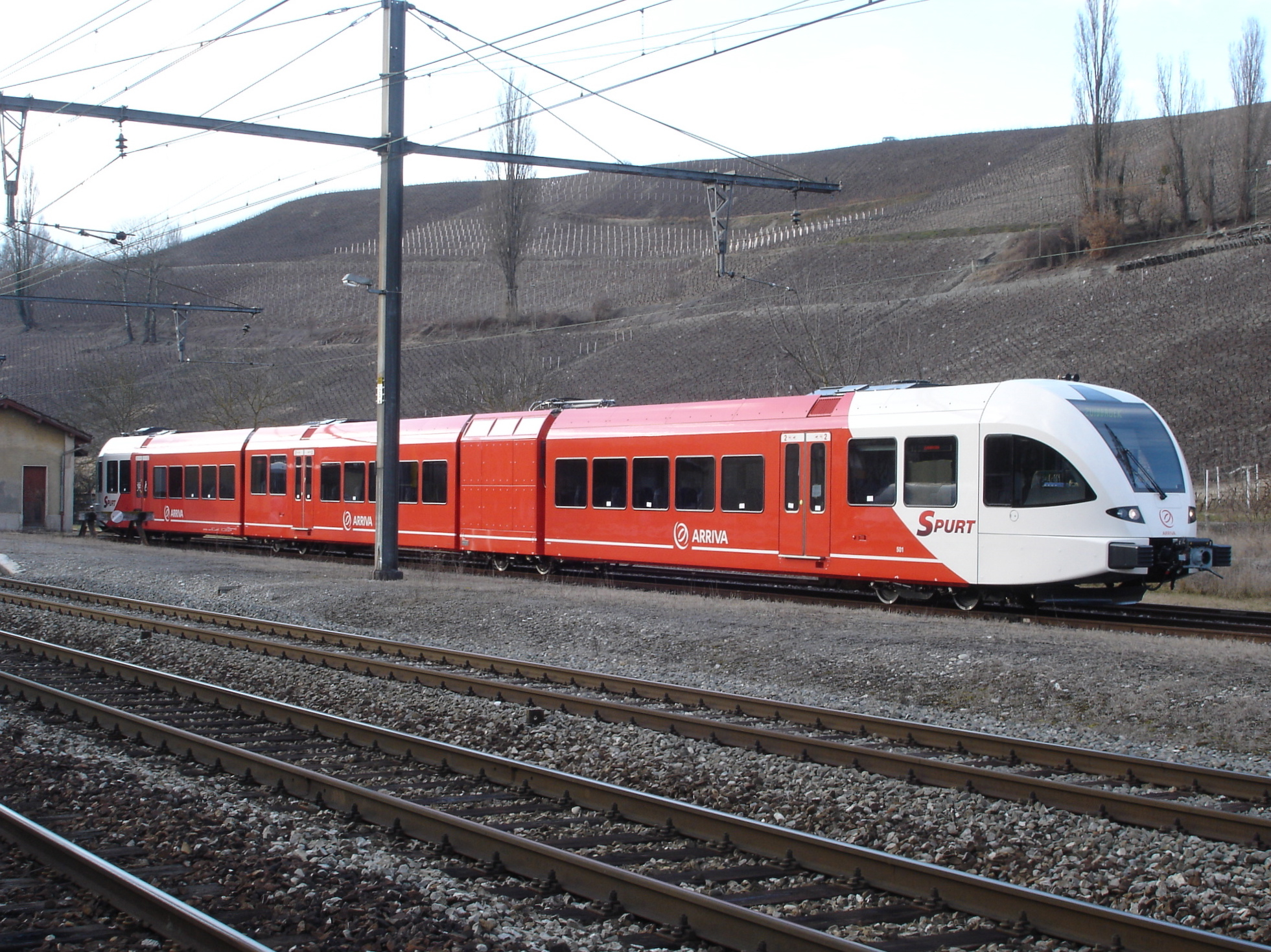
Spurt 10501 bei Probefahrten auf der damals mit 1500 Volt Gleichstrom elektrifizierten Strecke Genève–La Plaine in der Schweiz.

- Arriva, Heerenveen (Provinzen Groningen und Friesland)
  - 10228–10244, 10247–10251 (2006–2010), GTW 2/6 (zweimotorige Dieseltriebwagen)
    - davon 10228–10230 und 10244 mit Deutschland-Paket (PZB)

  - 10301–10327, 10345–10346 (2006–2010), GTW 2/8 (zweimotorige Dieseltriebwagen)
    - davon 10301–10305, 10345 und 10346 mit Deutschland-Paket

Die ins deutsche Leer verkehrenden Fahrzeuge sind zusätzlich zu den Schiebetritten auf 800 mm über SOK auch mit solchen auf 550 mm Höhe ausgestattet, um sowohl deutsche als auch niederländische Bahnsteighöhen komfortabel zu bedienen.
Arriva hatte das Franchise für die Regionallinien in den Provinzen Groningen und Friesland erhalten und bestellte bei Stadler 43 dieselelektrische GTW. Die Deutschland-tauglichen Züge erlauben seither eine Fahrt ohne Umsteigen nach Leer.
→ siehe auch Abschnitt #Geschichte
Die starke Verkehrszunahme veranlasste Arriva, zweiteilige GTW 2/8 mit einem zusätzlichen Fahrgastmodul zu ergänzen: Die GTW 2/6 10236 und 10247–10251 wurden 2014 im Stadler-Werk Bussnang zu GTW 10347–10351 und 10336 verlängert, 2016 wurde aus dem GTW 10234 der Dreiteiler 10334.
Am 18. November 2016 stieß der Spurt 10327 „Jelle Zijlstra“ auf einem unbeschrankten Bahnübergang bei Winsum mit einem Milchlastwagen zusammen. Mehrere Personen wurden verletzt, elf mussten in Krankenhäusern behandelt werden.
Namen:
10228 Jan Uitham, 10229 Sjoukje Dijkstra, 10230 Ede Staal, 10231 Hotze Schuil, 10232 Foppe de Haan, 10233 Liesbeth List, 10237 Marianne Timmer, 10238 Foppe Inne Brouwer, 10239 Piet Oberman, 10240 Eise Eisinga, 10241 Ger Vaders, 10242 Samuel van Houten, 10243 Egbert Wagenborg, 10244 Anthony Winkler Prins
10301 Riemer en Annie, 10302 Bastiaan Jan Ader, 10303 Tiny Mulder, 10304 Hans Alders, 10305 Ubbo Emmius, 10306 Gerrit Krol, 10307 Frits Zernike, 10308 Heike Kamerlingh Onnes, 10309 Hendrik Nicolaas Werkman, 10310 Abe Lenstra, 10311 Hans Wiegel, 10312 M. Vasalis, 10313 Aletta H. Jacobs, 10314 Jopie Huisman, 10315 Abel Tasman, 10316 Wim Duisenberg, 10317 Willem Barentsz, 10318 Nienke van Hichtum, 10319 Marte Röling, 10320 Cees Bijlstra, 10321 Piet Paaltjens, 10322 Titus Brandsma, 10323 Willem Albert Scholten, 10324 Sicco Mansholt, 10325 J. J. Nooitgedagt, 10326 M. C. Escher, 10327 Jelle Zijlstra, 10334 Fedde Schurer, 10335 Jan de Roos, 10336 Tonny van Leeuwen, 10345 Ruurt Hazewinkel, 10346 Pieter Jelles Troelstra, 10347 Mata Hari, 10348 Evert van Benthem, 10349 Jan Pelleboer, 10350 Johan van Veen, 10351 Belcampo
- Arriva, Heerenveen (Provinz Zuid-Holland)
  - 10407 (2008), GTW 2/6 (1500 V =)
  - 10408 (2011), GTW 2/6 (1500 V =)
  - 10501–10506 (2008), GTW 2/8 (1500 V =)
  - 10509–10510 (2011), GTW 2/8 (1500 V =)

2008 wurden für die Strecke Geldermalsen–Dordrecht sieben elektrische GTW dem Betrieb übergeben. 2011 kamen drei weitere Züge hinzu.
Namen:
10407 Frank Wels, 10408 Trijntje, 10501 Ronald Bandell, 10502 Baron van Verschuer, 10503 Adriaan Volker, 10504 Ida Gerhardt, 10505 Andries Dirk Copier, 10506 Maarten Schakel, 10509 Jan van Arkel, 10510 Hendrik Hamel

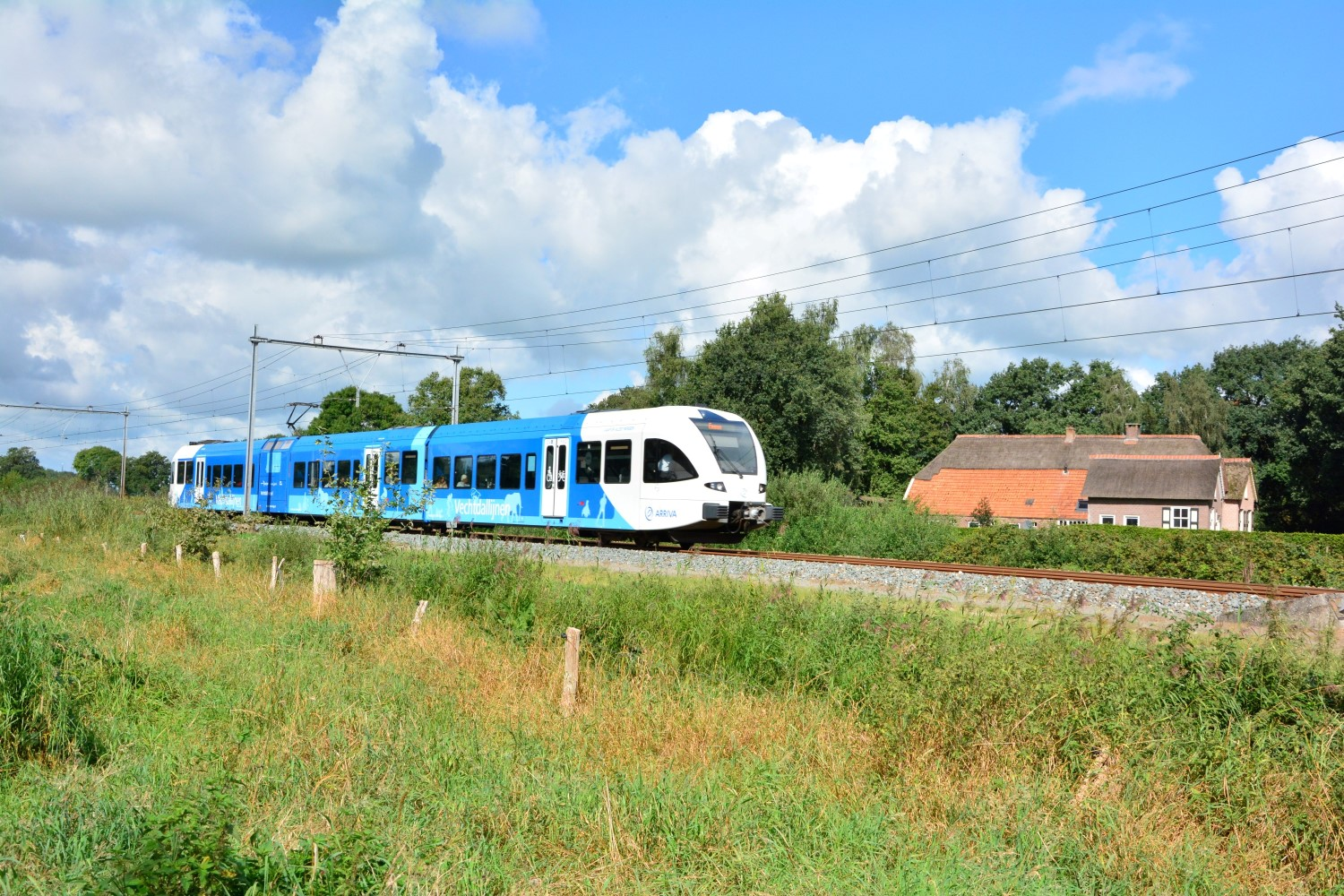
Im Gegensatz zu anderen Arriva-Zügen verkehren die Vechtdallijnen-GTW mit einem blau-weißen Anstrich.

- Arriva, Vechtdallijnen (Zwolle–Emmen)
  - 10411–10413 (2012), GTW 2/6 (1500 V =)
  - 10514–10524 (2012), GTW 2/8 (1500 V =)

2012 lieferte das Werk Siedlce für die Strecke Zwolle–Emmen 14 elektrische GTW mit einer besonders hochwertigen Innenausstattung mit Lounge, Business- und Ruheabteil. Um den Fahrgästen mehr Beinfreiheit zuzugestehen, wurde die Größe der Fenster im Niederflurbereich des Zuges angepasst. Vier Fenster wurden größer und das fünfte kleiner. Im Jahr 2016 wurden drei Züge zu GTW 2/8 verlängert.
Der GTW 10520 kollidierte am 23. Februar 2016 zwischen Dalfsen und Ommen auf einem bewachten Bahnübergang mit einer fahrbaren Hebebühne. Der Triebfahrzeugführer wurde getötet und mehrere Passagiere verletzt.
Namen:
10411 Krishnamurti, 10412 Herman Brood, 10413 Jannes, 10514 Johan Rudolph Thorbecke, 10515 Harry Muskee, 10516 Daniël Lohues, 10517 War Child, 10518 Willem Jan Baron van Dedem, 10519 Jeroen Krabbé, 10520 Ilse DeLange, 10521 Relus ter Beek, 10522 Roelof Zegering Hadders, 10523 Mien Ruys, 10524 Jaap en Aleid Rensen, 10525 (ex-Connexxion 5037) Johan Rudolph Thorbecke

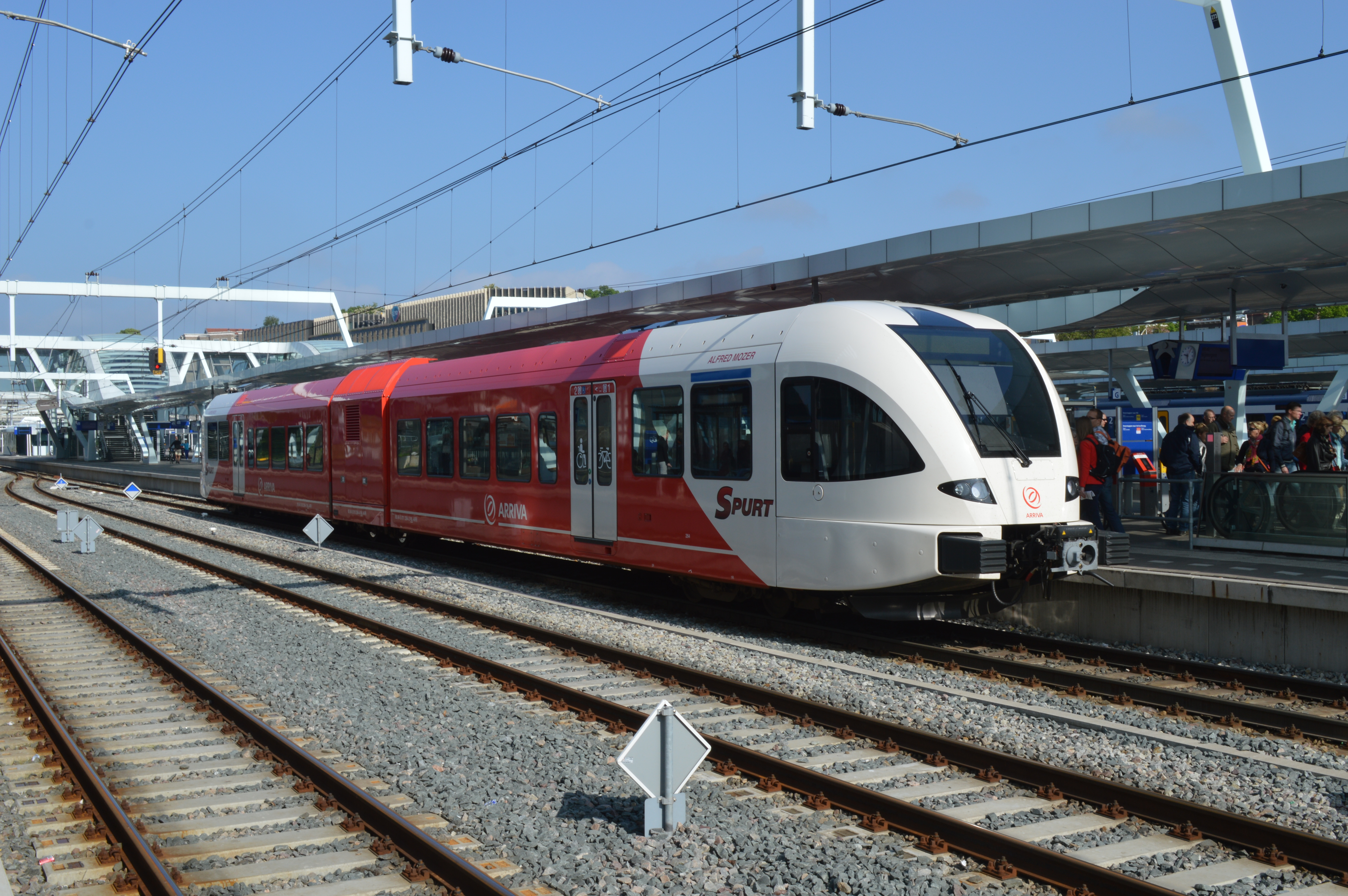
Spurt 10264 für Gelderland in Arnhem

- Arriva, Achterhoek (Achterhoek–Rivierenland)
  - 10252–10264 (2012), GTW 2/6 (zweimotorige Dieseltriebwagen)
  - 10365–10375 (2012), GTW 2/8 (zweimotorige Dieseltriebwagen)

Zur Vergrößerung der Beinfreiheit wurde wiederum die Raumaufteilung im Niederflurbereich angepasst. Grundsätzlich entsprechen die Fahrzeuge den bereits seit 2005 an Arriva gelieferten Fahrzeugen. Sie verfügen jedoch über einen neu entwickelten Antrieb mit Deutz- statt MAN-Motoren.
Am 30. August 2017 brannte des Antriebsmodul des Spurt 10256 in Hemmen-Dodewaard aus.
Jeder Zug ist nach einer Person benannt, die für die Region von Bedeutung ist:
10252 Ottho Gerhard Heldring, 10253 Herman Hulshof, 10254 Simon Tahamata, 10255 Harm Edens, 10256 Piet Oudolf, 10257 Harry Sacksioni, 10258 Frans Godard van Lynden van Hemmen, 10259 Peter Cuyper, 10260 Ellen ten Damme, 10261 Flipje, 10262 Dames Jolink, 10263 J.N. Daalderop10264 Alfred Mozer, 10365 Hendrik Antoon Lorentz, 10366 Annemarie Jorritsma, 10367 Guus Hiddink, 10368 Arne Jansen, 10369 Gijs Scholten van Aschat, 10370 Piet Mondriaan, 10371 Mary Dresselhuys, 10372 Hannes, 10373 Jhr. Huub van Nispen van Sevenaer, 10374 Jan Terlouw, 10375 Clemens Cornielje
Arriva rüstete alle 96 GTW mit auf die Strecke gerichteten Fotokameras aus, deren Bilder bei Zwischenfällen ausgewertet werden. Neben Arriva haben auch die Polizei und die Bahnsicherheitsbehörde Zugriff auf die Bilder.

#### Andere Betreiber

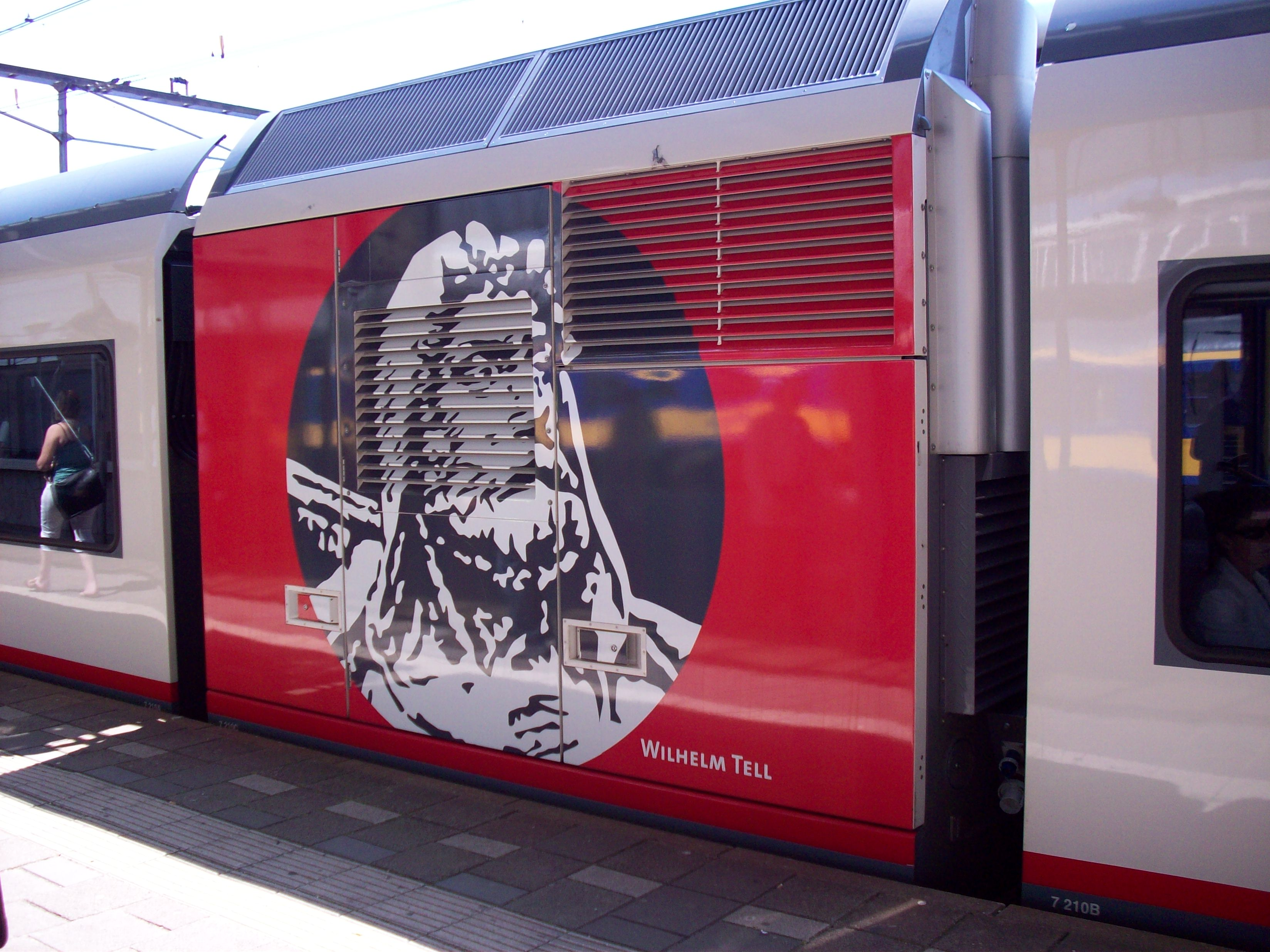
Die Ablieferung des 400. GTW am 6. März 2008 durch Stadler Rail nahm Veolia zum Anlass, den Zug mit dem Porträt des Schweizer Freiheitskämpfers Wilhelm Tell zu versehen.

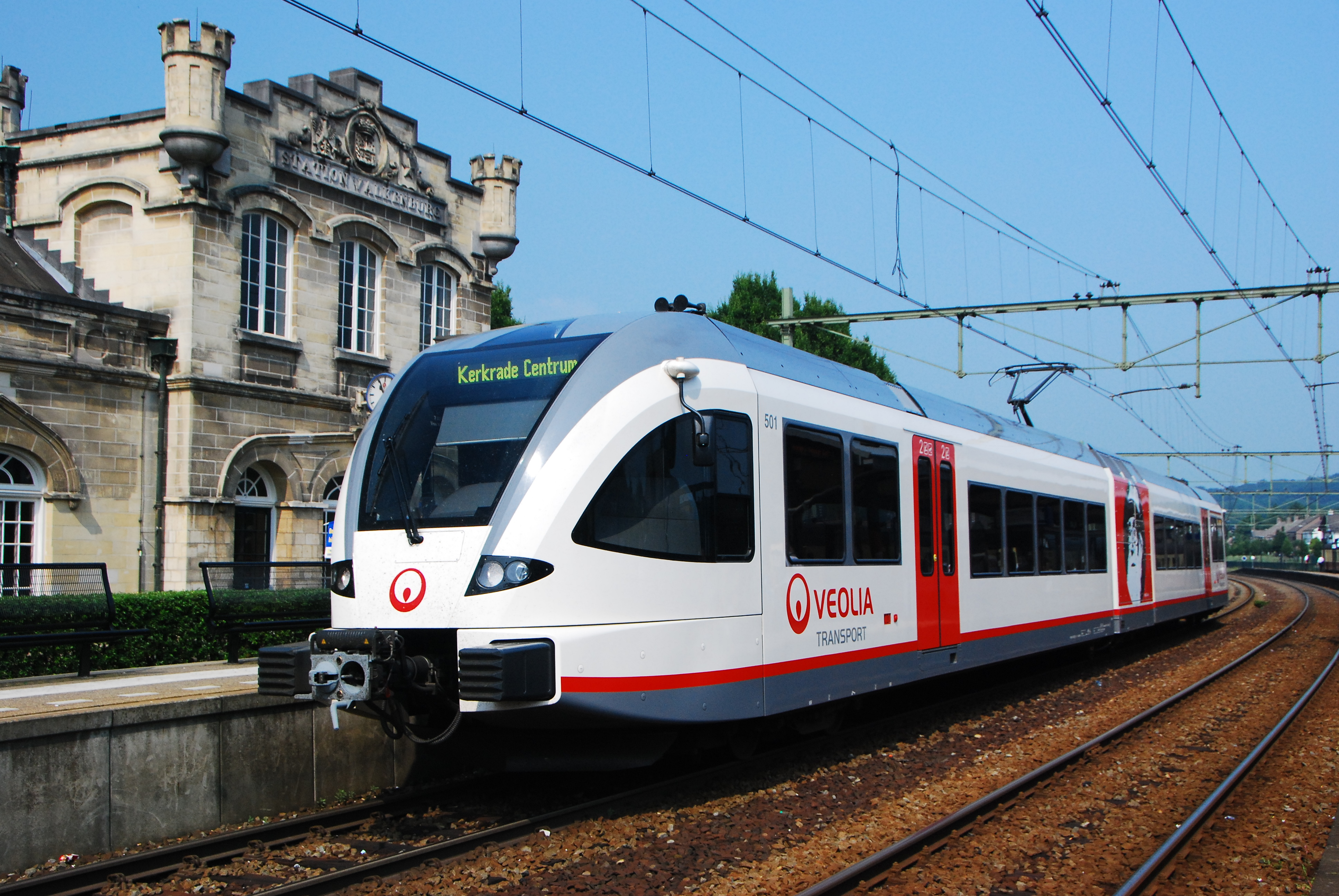
Elektrischer Veolia-GTW im Jahr 2009 bei Valkenburg

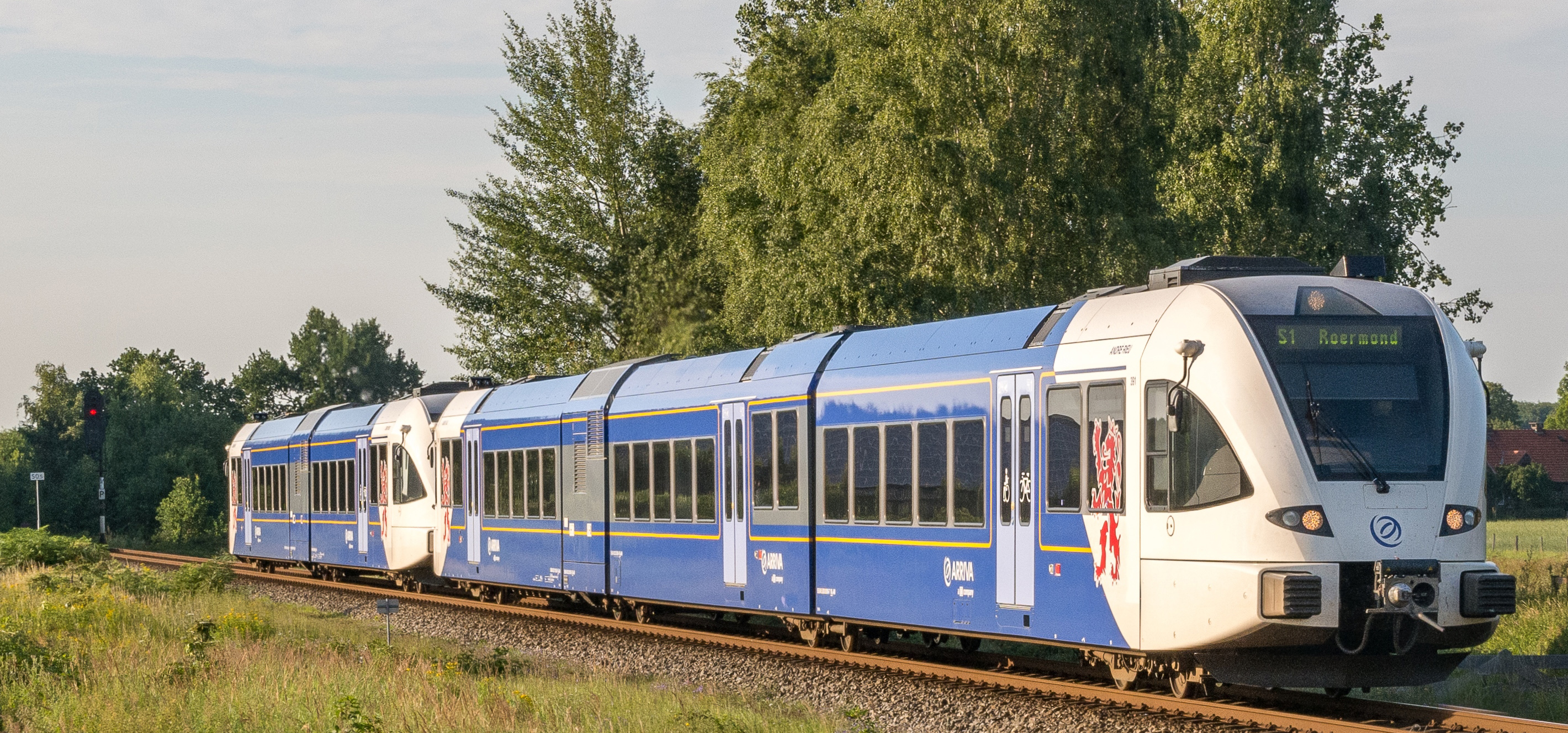
Die Züge 10391 und 10281 im neuen Anstrich von Arriva

- Veolia Transport, seit 2018 Arriva
  - 7201–7210 (2006–2007), GTW 2/6 (zweimotorige Dieseltriebwagen) (EVN 95 84 520 72xx-x)

seit 2018 Arriva 10 276–10 281
- 7207–7210 erweitert zu GTW 2/8 7357–7360

seit 2018 Arriva 10388–10391
- 7351–7356 (2007), GTW 2/8 (zweimotorige Dieseltriebwagen) (EVN 95 84 530 73xx-x)

seit 2018 Arriva 10382–10387
- 7501–7505 (2008), GTW 2/6 (1500 V =)

seit 2018 Arriva 10426–10430
- 7651–7653 (2008), GTW 2/8 (1500 V =)

seit 2018 Arriva 10530–10532
→ siehe auch Abschnitt Geschichte / Vierte Generation
Veolia erhielt von der Provinz Limburg den Zuschlag für die Strecke Nijmegen–Venlo–Roermond mit einer Laufzeit von zehn Jahren und beschaffte 16 Diesel-GTW. Um die fristgerechte Fertigung der Züge zu ermöglichen, wurde die Produktion auf verschiedene Stadler-Standorte aufgeteilt. Im Gegensatz zu den Arriva-Zügen wurden die Veolia-GTW mit 2+3-Bestuhlung ausgestattet. Bei Veolia verkehrten die Züge unter dem Namen Velios. Mit Beginn des Fahrplanjahrs 2017 wurden sie von Arriva übernommen und umnummeriert.
Am 18. April 2018 kam es in Venray im Antriebsmodul des Arriva 10278 (ehemals Veolia 7203) zu einem Brand.
Die GTW trugen bei Veolia Namen bekannter Personen aus der Provinz Limburg:
7201 Connie Palmen, 7202 Beppie Kraft, 7203 Sint Servaas, 7204 Jack Poels, 7205 Jan Klaassens, 7206 Joris Ivens, 7351 Jan van Kuyk, 7352 Chriet Titulaer, 7353 Pater Karel, 7354 Titus Brandsma, 7355 Mat Vestjens, 7356 Wilhelm Tell, 7357 Jan Linders, 7358 Willem Nijholt, 7359 Bart Brentjes, 7360 Andre Rieu, 7501 Pieke Dassen, 7503 Beppie Kraft, 7651 Sjef Diederen, 7653 André Rieu
- Connexxion

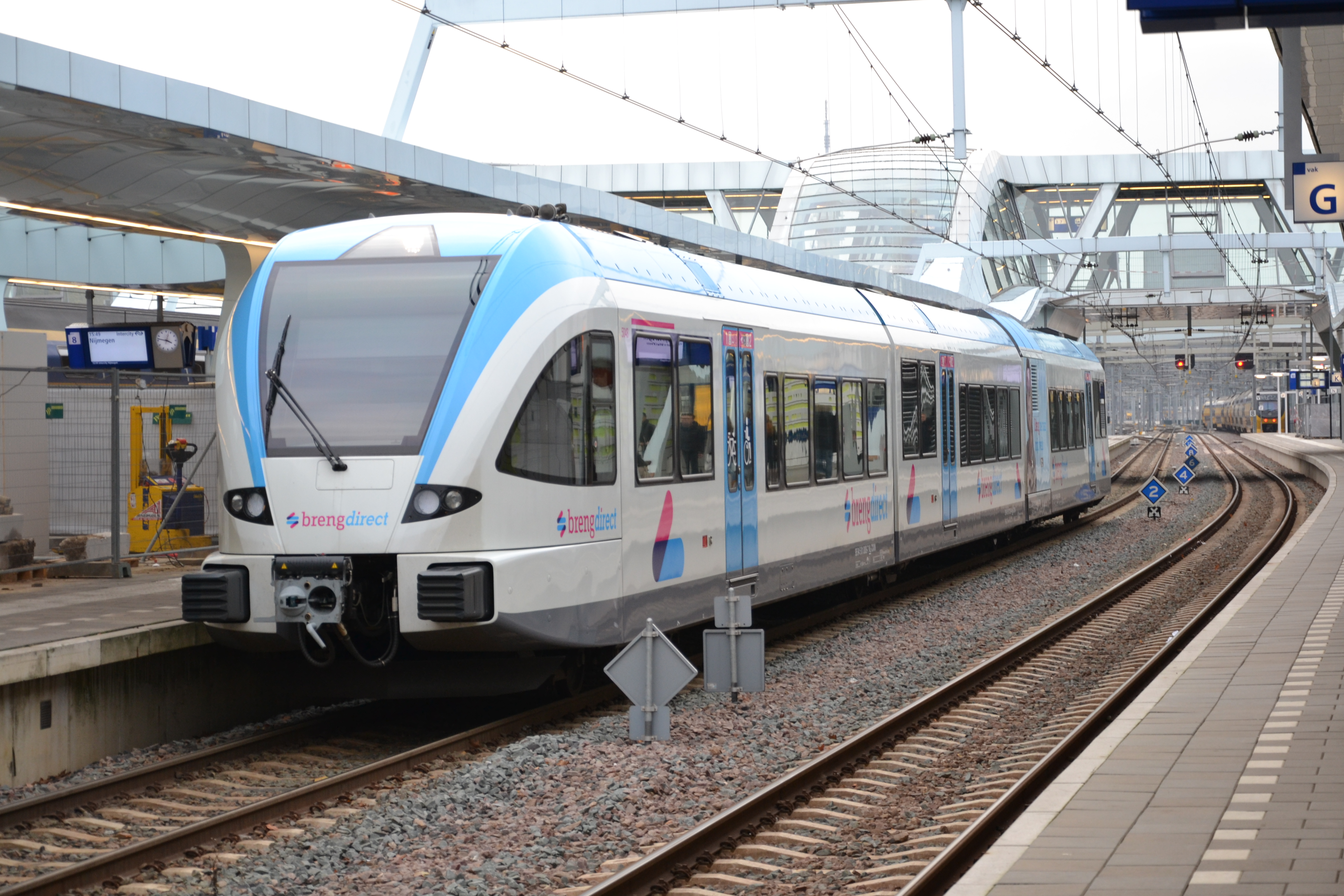
Breng-GTW 5048 nach der Ankunft von Doetinchem im Bahnhof Arnhem

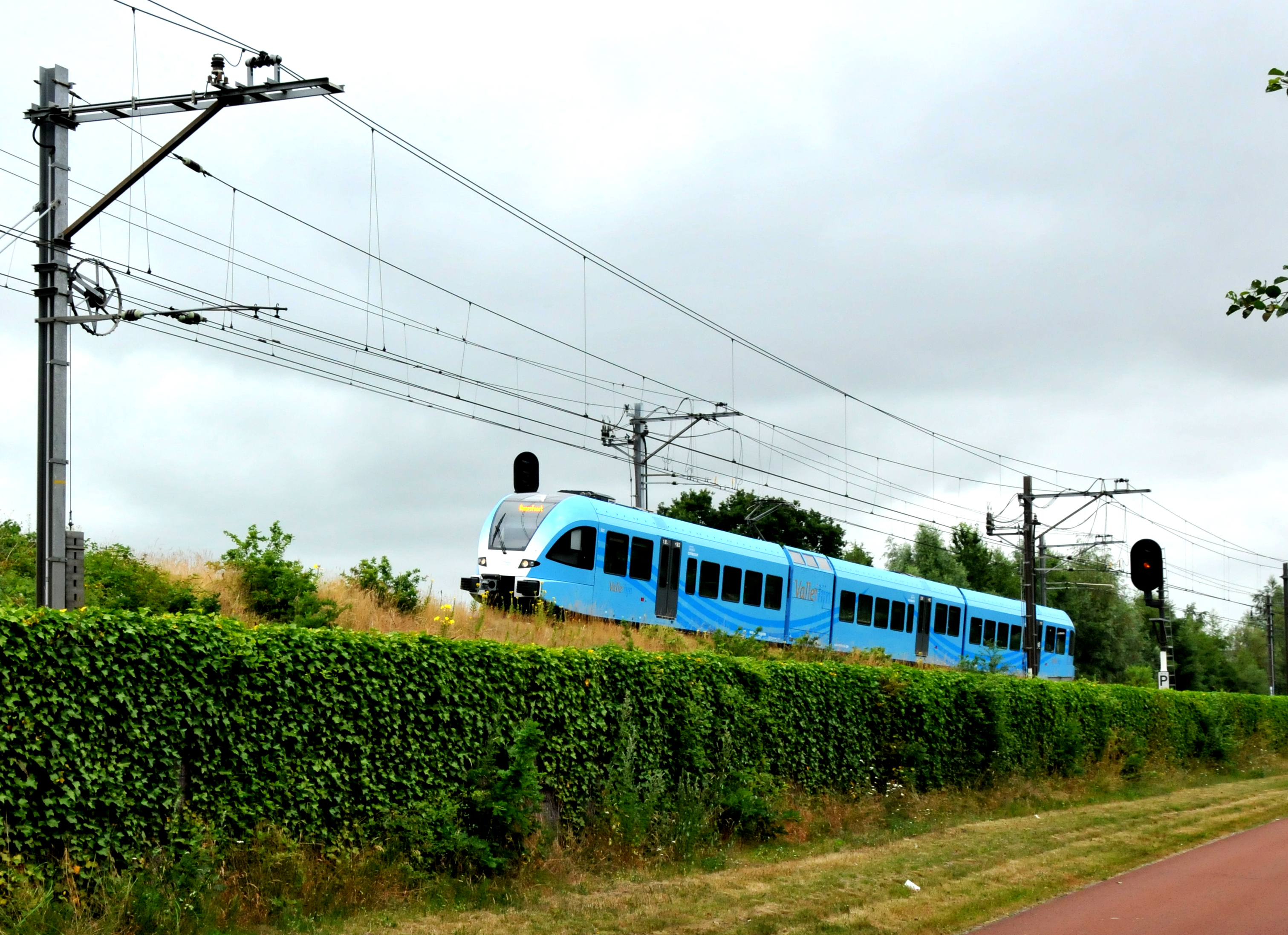
Connexxion GTW 5037 im Sommer 2013 bei Amersfoort

  - 5037 (2012), GTW 2/8 (1500 V =)

seit 2016 Arriva 10525 als Ersatz für den verunfallten 10520
Der Einzelgänger von Connexxion ersetzte einen Plan-V-Zug, der das Ende seiner Lebensdauer erreicht hatte. Ab dem Dezember 2016 wird der Zug von Arriva als Ersatz für den Spurt 10520 eingesetzt, der am 23. Februar 2016 in Dalfsen verunfallte. Connexxion bestellte stattdessen zwei Flirt.
- Hermes (Breng)
  - 5041–5049 (2012), GTW 2/8 (dreimotorige Dieseltriebwagen)

Die dreiteiligen GTW der vor allem als Busunternehmer tätigen Connexxion-Tochter Hermes verkehren zwischen Arnhem und Doetinchem unter dem Markennamen „Breng“. Sie bieten zusammen mit den Arriva-Zügen Arnhem–Winterswijk einen Viertelstundentakt an. Vier größere und ein fünftes kleines Fenster im Niederflurbereich erlauben mehr Beinfreiheit. Der Anstrich der Breng-GTW passt zu dem der blauen Überlandbusse.

### Slowakei

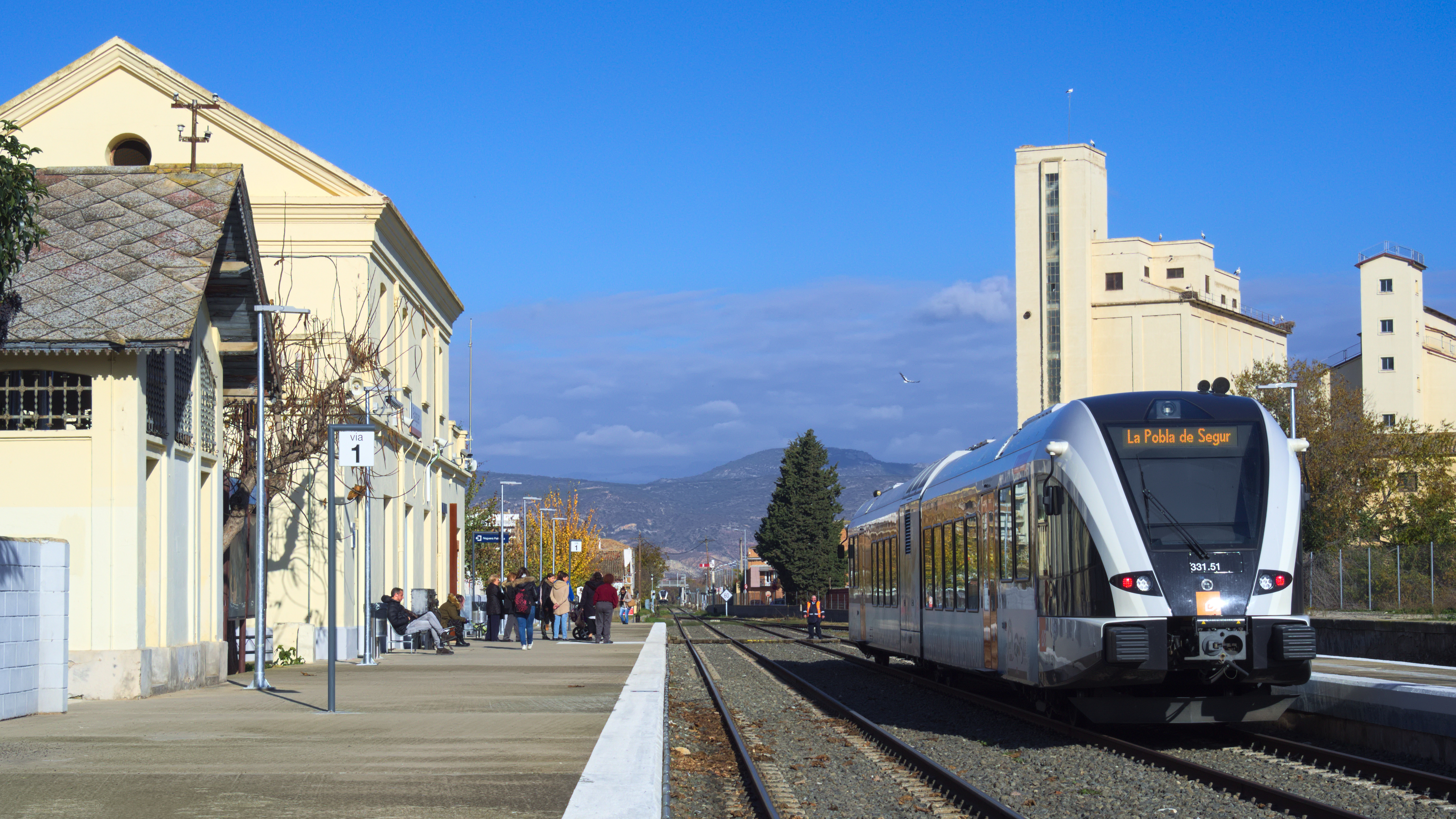
Die auf der Strecke Lleida–Pobla de Segur verkehrenden Triebwagen sind die einzigen zwei Breitspur-GTW.

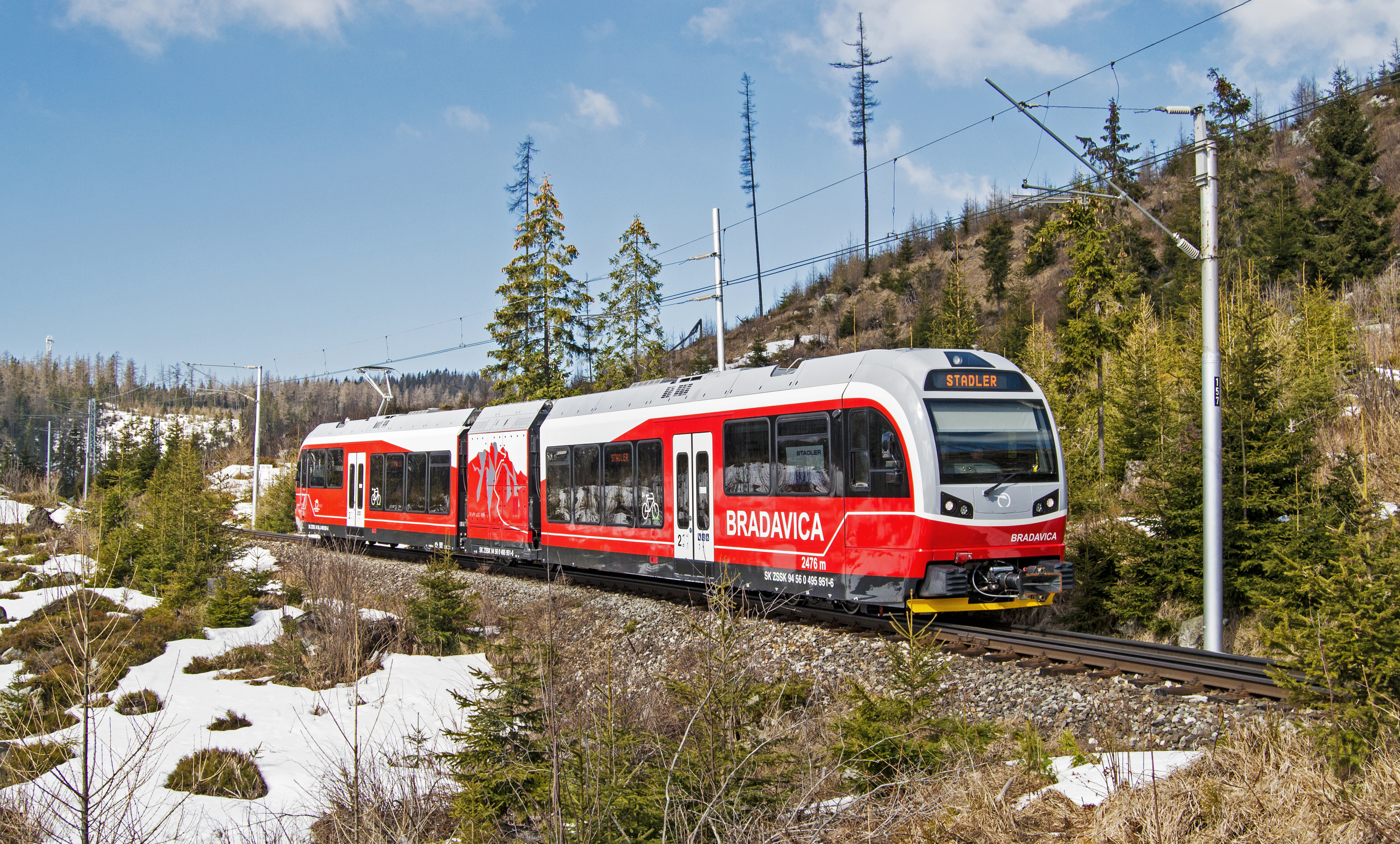
Baureihe 495.95

- Železničná spoločnosť Slovensko (ŽSSK), Elektrische Tatrabahn, Meterspur

- 2018 bestellten die ŽSSK für die Zahnradbahn Štrba–Štrbské Pleso (OŽ) fünf zweiteilige GTW mit gemischtem Adhäsions- und Zahnradantrieb und 91 Sitzplätzen. Die Züge entsprechen weitgehend den Zahnrad-GTW der MVR und TPC, sind aber aus Profilgründen um ein Abteil kürzer. Sie haben die Baureihe 405.95 aus dem Jahr 1969 abgelöst und sind als Reihe 495.95 bezeichnet. Nach der ursprünglichen Planung sollten durchgehende Züge die Strecken der Elektrischen Tatrabahn (TEŽ) und der OŽ Štrba–Štrbské Pleso befahren. Dafür wollten die ŽSSK weitere Garnituren mit Adhäsions- und Zahnradbetrieb beschaffen, die dann die Adhäsions-GTW der Baureihe 425.95 ablösen sollten. Vorerst werden aber keine weiteren neuen Triebwagen angeschafft, sondern von 2023 bis 2025 die GTW der zweiten Generation umfassend saniert und modernisiert.

Die ŽSSK haben seit 2001 GTW der zweiten Generation im Einsatz.

### Spanien
- Lleida–La Pobla de Segur (Iberische Breitspur 1668 mm)

- 331.01–02 (2016), GTW 2/6, zweimotorige Dieseltriebwagen

Die Breitspur-GTW ermöglichen zusammen mit Infrastrukturmaßnahmen einen dichteren Fahrplan und kürzere Fahrzeiten auf der ehemaligen RENFE-Strecke. Die beiden Fahrzeuge der FGC wurden gemeinsam mit den Zügen für eBART gebaut, die, von der Spurweite abgesehen, vergleichbare technische Parameter aufweisen.

### USA

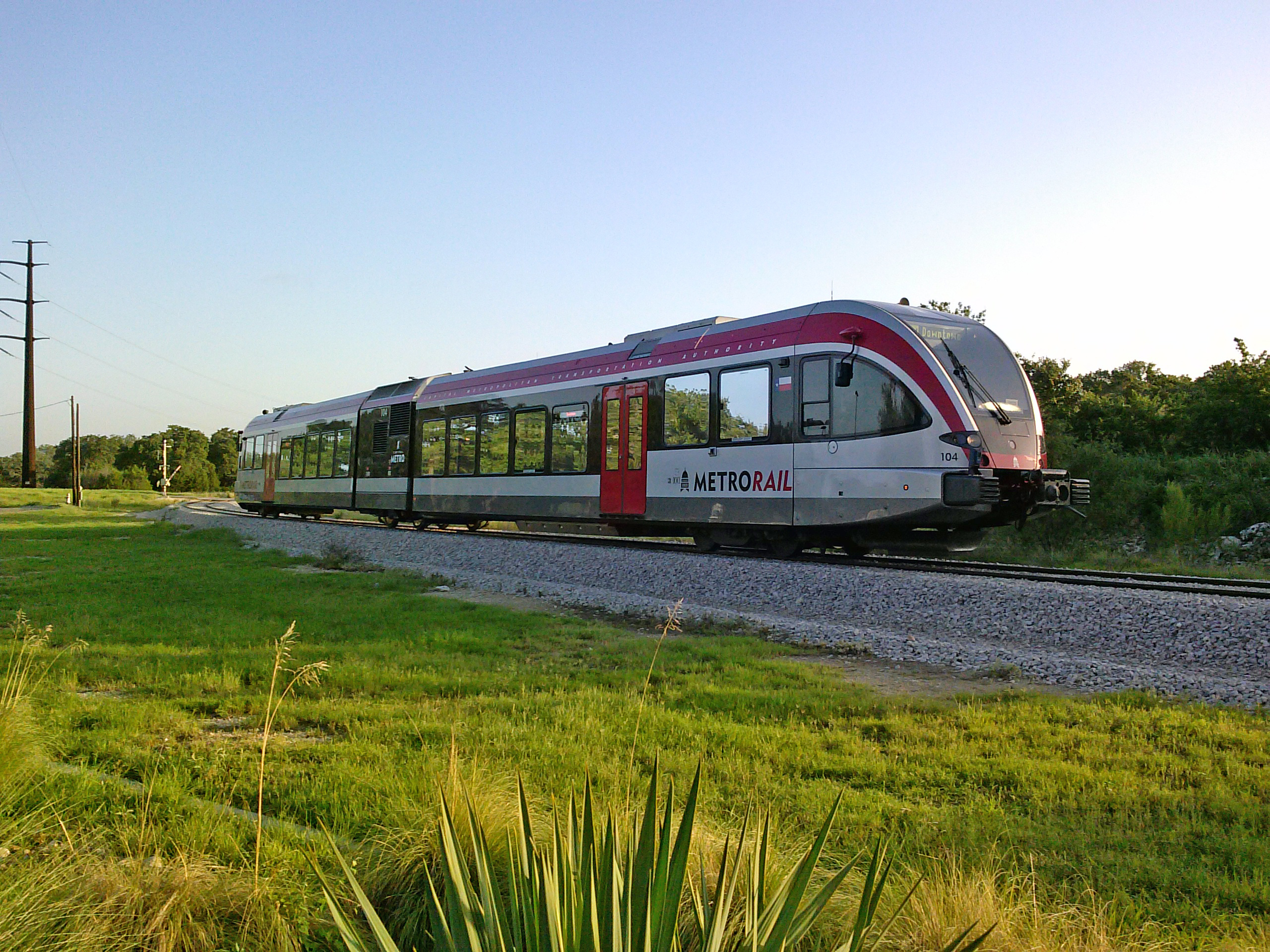
Ein GTW der Capital Metrorail nähert sich Lakeline Station.

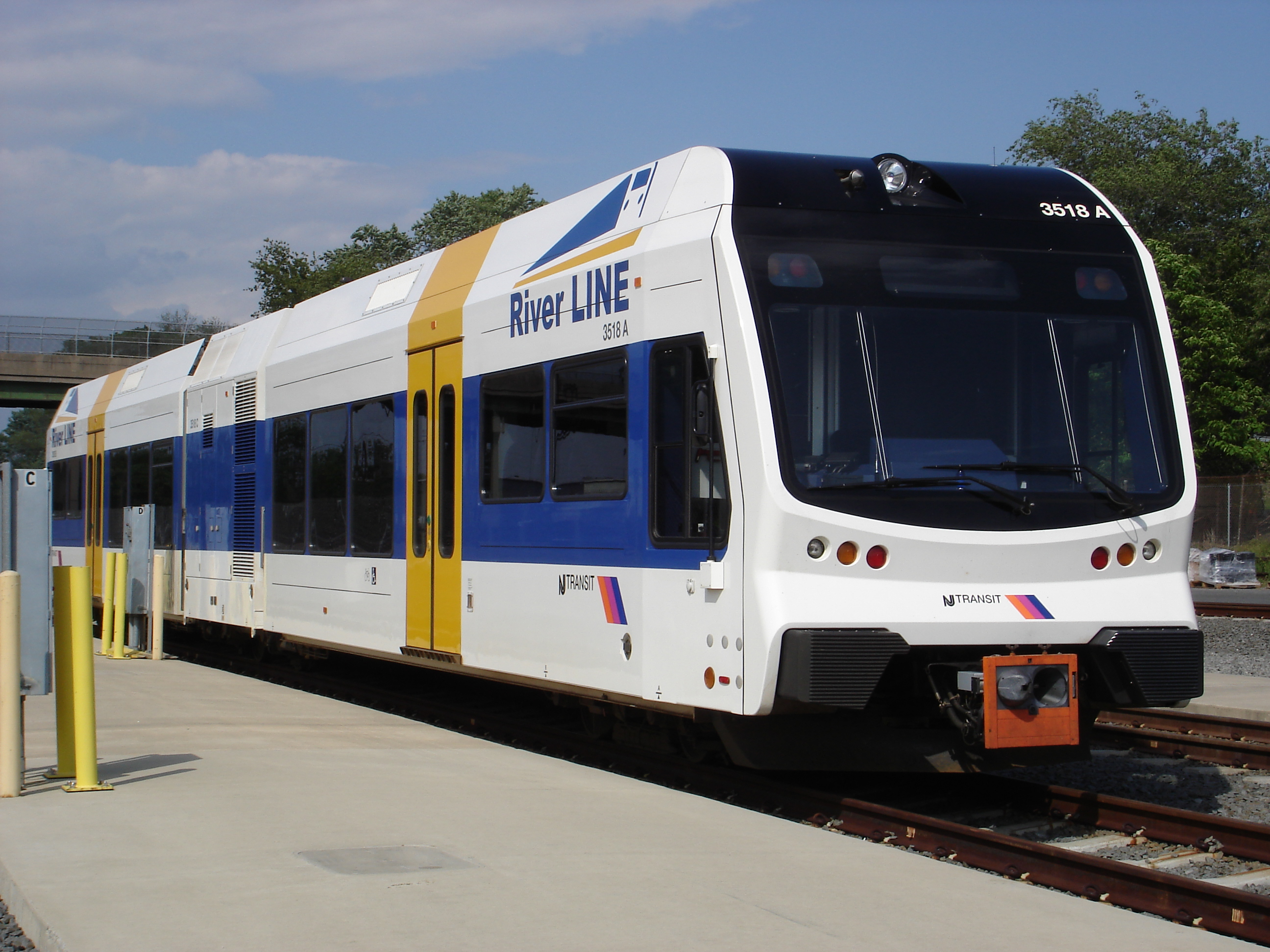
Dieseltriebzug der River Line beim Zwischenhalt in 36th Street, Camden

- New Jersey Transit, River Line (Camden–Trenton)
  - 3501–3520 (2002–2003), GTW 2/6 (Dieseltriebwagen)

Die 55 Kilometer lange River Line ist ein Nahverkehrssystem in Philadelphia. Die sehr speziellen Züge verkehren auf einer ehemaligen Güterverkehrsstrecke und gelangen wie eine Straßenbahn mit engen Kurvenradien ins Stadtinnere. Sie sind wie die GTW in Austin mit Blinkern und einem an den Straßenbahnbetrieb angepassten Bremssystem ausgestattet.
- Capital Metropolitan Transportation Authority (Capital Metro), Austin (Texas)
  - 101–106 (2007), GTW 2/6 (zweimotorige Dieseltriebwagen)
  - 201–204 (2017), GTW 2/6 (zweimotorige Dieseltriebwagen)

2004 konnte sich der städtische Busbetrieber Capital Metro für den Betrieb einer S-Bahn durchsetzen und bestellte dieselbetriebene GTW. Die 52,5 km lange Strecke verbindet Austin mit dem Vorort Leander. 2017 lieferte Stadler weitere vier Züge, um ausreichend Kapazitäten für die steigenden Fahrgastzahlen zur Verfügung stellen zu können.

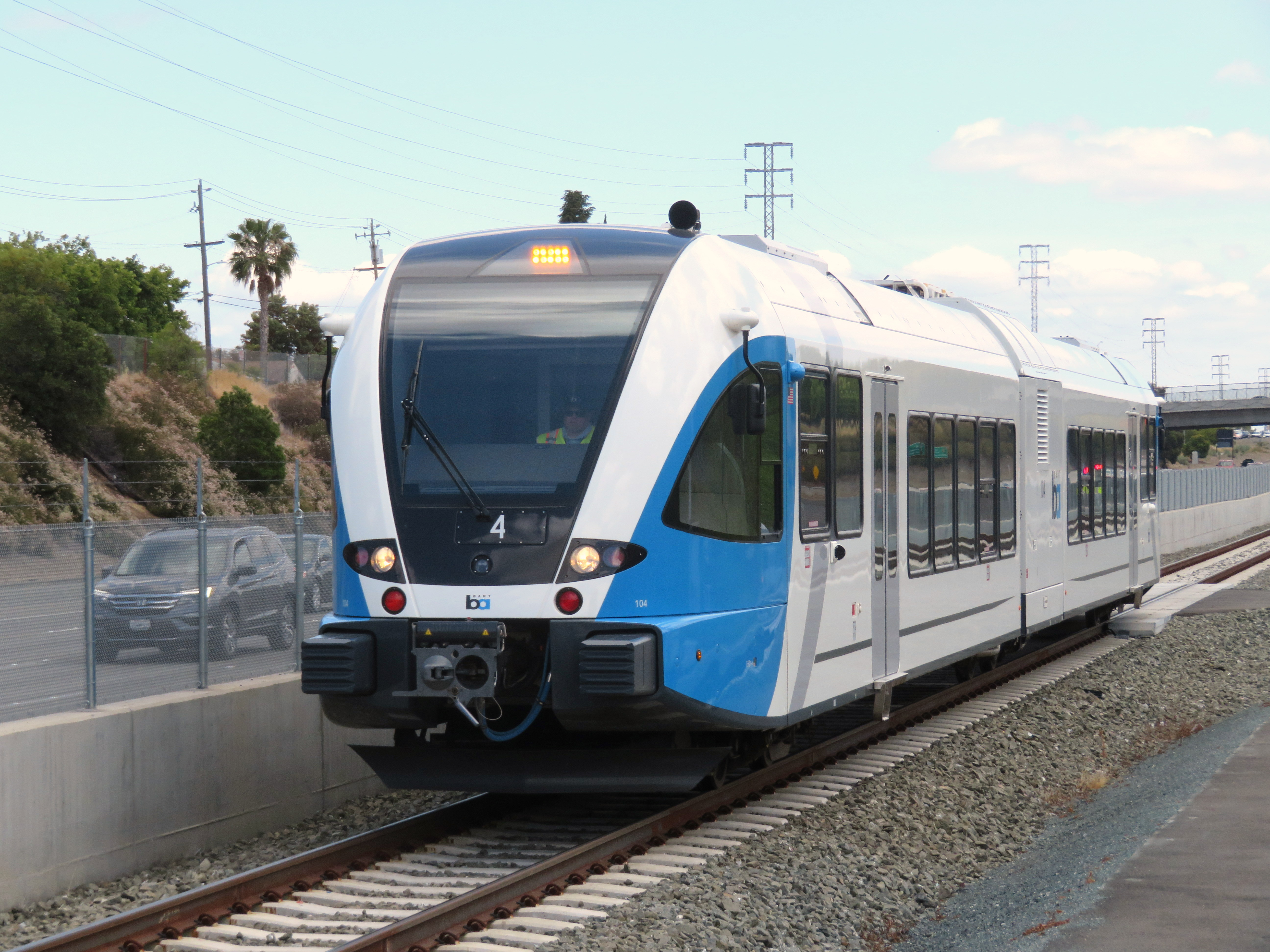
eBART verläuft entlang der stark frequentierten Autobahn Highway 4.

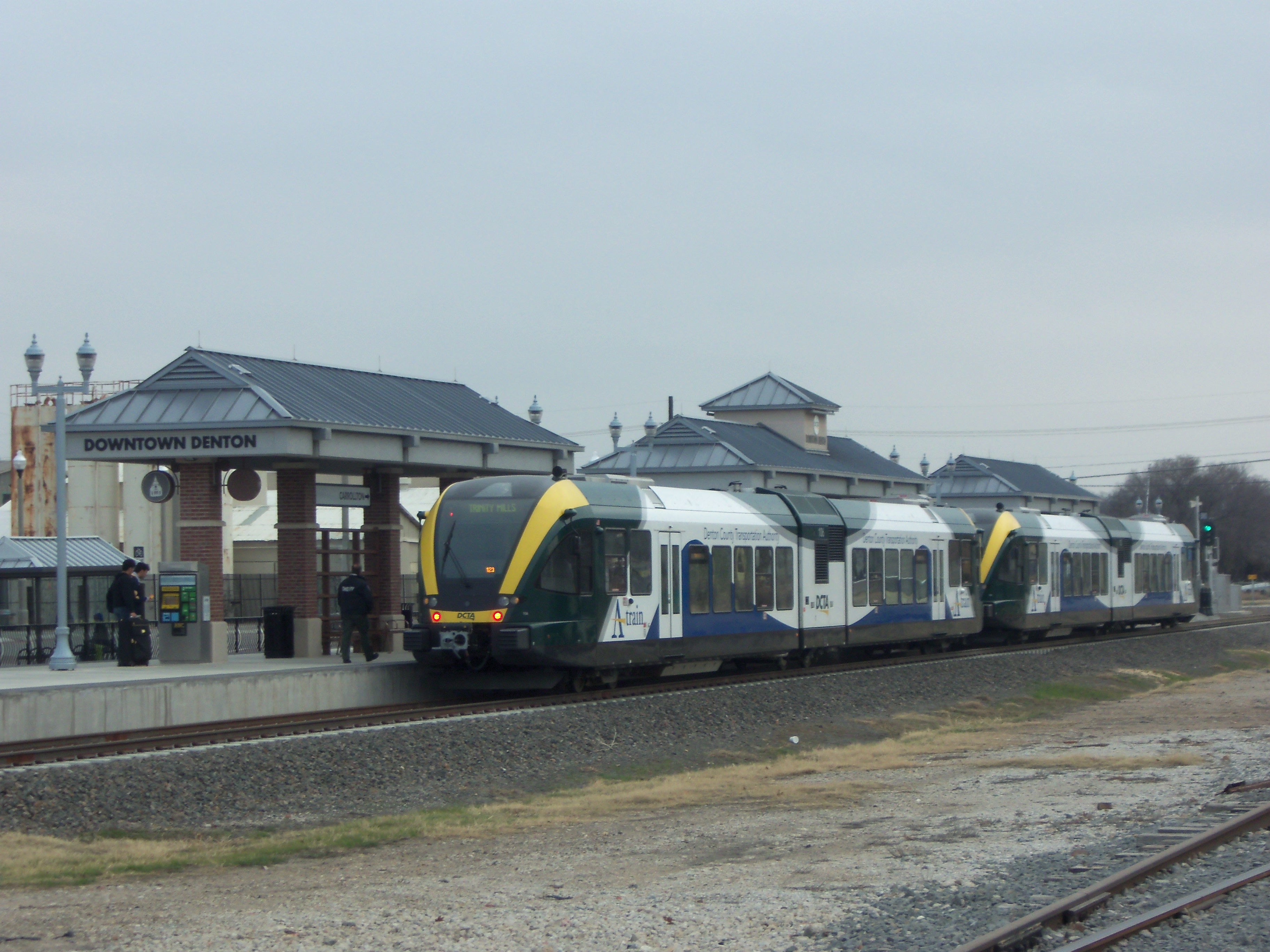
Zwei A-train in Doppeltraktion in Downtown Denton

- Denton County Transportation Authority (DCTA), Dallas
  - 101–111 (2011–2012), GTW 2/6 (zweimotorige Dieseltriebwagen)

Auf der 34 Kilometer langen Strecke von Denton nach Carrollton verkehren Diesel-GTW unter dem Namen A-train.
- Bay Area Rapid Transit (BART), Oakland, Kalifornien
  - 101–108 (2017), GTW 2/6 DMU-2 (zweimotorige Dieseltriebwagen)

Für die im Bau befindliche normalspurige eBART-Strecke konnte Stadler acht GTW 2/6 liefern. Die Fahrzeuge basieren auf den 37 nach New Jersey und Texas gelieferten Fahrzeugen. Die neue Zubringerlinie verläuft zwischen den Fahrbahnen einer Autobahn und verbindet die eBART-Endstation in Pittsburg/Bay Point mit dem rund 16 Kilometer entfernten Antioch. Die anderen Linien von BART werden in Indischer Breitspur von 1676 mm betrieben.

## Variantenübersicht
Stadler bezeichnet nach dem Vorbild der Schweizer Serienbezeichnungen die verschiedenen Varianten mit einem x/y, wobei x die Anzahl der angetriebenen Achsen angibt und y die Anzahl der Achsen insgesamt.
Die Abkürzungen der Bahnunternehmungen sind mit dem entsprechenden Abschnitt im Kapitel Kunden und Betreiber verlinkt.
| Stadler GTW – vierte Generation (Teil I)   | Stadler GTW – vierte Generation (Teil I)                     | Stadler GTW – vierte Generation (Teil I)                     | Stadler GTW – vierte Generation (Teil I)                   | Stadler GTW – vierte Generation (Teil I)                                                  | Stadler GTW – vierte Generation (Teil I)                 | Stadler GTW – vierte Generation (Teil I) | Stadler GTW – vierte Generation (Teil I) | Stadler GTW – vierte Generation (Teil I) |
| ------------------------------------------ | ------------------------------------------------------------ | ------------------------------------------------------------ | ---------------------------------------------------------- | ----------------------------------------------------------------------------------------- | -------------------------------------------------------- | ---------------------------------------- | ---------------------------------------- | ---------------------------------------- |
| Bauartbezeichnung:                         | Arriva Spurt Veolia GTW                                      | Arriva Spurt Veolia GTW                                      | Arriva Spurt Veolia GTW                                    | Arriva Spurt Veolia GTW Connexxion GTW Breng GTW                                          | Capital Metro GTW 2/6                                    | GKB VT 5063                              | STLB VT 5062                             | STLB ET 4062                             |
| Nummerierung:                              | Arriva: 10 228–244, 10 247–251, 10 252–264 Veolia: 7201–7210 | Arriva: 10 301–327, 10 345–346, 10 365–375 Veolia: 7351–7356 | Arriva: 10 407–408, 10 411–413 Veolia: 7501–7505           | Arriva: 10 501–506, 10 509–510, 10 514–524 Veolia: 7651–7653 Conn.: 5037 Breng: 5041–5049 | 101–110, 201–204                                         | 001–013                                  | 001–003                                  | 001–003                                  |
| Anzahl:                                    | Arriva: 16+6+13 Veolia: 10                                   | Arriva: 27+2+11 Veolia: 6                                    | Arriva: 1+1+3 Veolia: 5                                    | Arriva: 6+2+11 Veolia: 3 Conn.: 1 Breng: 9                                                | 6 + 4                                                    | 13                                       | 3                                        | 3                                        |
| Baujahre:                                  | 2006–2010, 2012                                              | 2006–2010, 2012                                              | 2008, 2011, 2012                                           | 2008, 2011–2012                                                                           | 2007, 2017                                               | 2010–2011                                | 2010–2011                                | 2010–2011                                |
| Achsformel:                                | 2’Bo2’                                                       | 2’2’Bo2’                                                     | 2’Bo2’                                                     | 2’2’Bo2’                                                                                  | 2’Bo2’                                                   | 2’2’Bo2’                                 | 2’Bo2’                                   | 2’Bo2’                                   |
| Spurweite:                                 | 1435 mm                                                      | 1435 mm                                                      | 1435 mm                                                    | 1435 mm                                                                                   | 1435 mm                                                  | 1435 mm                                  | 1435 mm                                  | 1435 mm                                  |
| Länge über Kupplung/Puffer:                | 40,890 m                                                     | 55,937 m                                                     | 40,890 m                                                   | 55,937 m                                                                                  | 40,890 m                                                 | 55,937 m                                 | 40,890 m                                 | 40,890 m                                 |
| Breite:                                    | 2950 mm                                                      | 2950 mm                                                      | 2950 mm                                                    | 2950 mm                                                                                   | 2950 mm                                                  | 2950 mm                                  | 2950 mm                                  | 2950 mm                                  |
| Längsdruckkraft:                           | 1500 kN                                                      | 1500 kN                                                      | 1500 kN                                                    | 1500 kN                                                                                   | 1500 kN                                                  | 1500 kN                                  | 1500 kN                                  | 1500 kN                                  |
| Achsstand Antriebsmodul: Laufdrehgestelle: | 2100 mm 2100 mm                                              | 2100 mm 2100 mm                                              | 2100 mm 2100 mm                                            | 2100 mm 2100 mm                                                                           | 2100 mm 2100 mm                                          | 2100 mm 2100 mm                          | 2100 mm 2100 mm                          | 2100 mm 2100 mm                          |
| Dienstmasse ca.:                           | Arriva: 68 t Veolia: 69 t                                    | Arriva: 87 t Veolia: 88 t                                    | Arriva: 64 t Veolia: 65,5 t                                | Arriva: 82 t Veolia: 84,5 t Conn.: 83 t Breng: 89 t                                       | 72 t                                                     | 93 t                                     | 71 t                                     | 68 t                                     |
| Höchstgeschwindigkeit:                     | 140 km/h                                                     | 140 km/h                                                     | 140 km/h                                                   | 140 km/h                                                                                  | 140 km/h                                                 | 140 km/h                                 | 140 km/h                                 | 140 km/h                                 |
| Kurzzeitleistung:                          | 600 kW                                                       | 600 kW                                                       | 1100 kW                                                    | 1100 kW                                                                                   | 470 kW 101ff 600 kW 201ff                                | 640 kW                                   | 800 kW                                   | 1100 kW                                  |
| Anfahrzugkraft:                            | 80 kN                                                        | 80 kN                                                        | 80 kN                                                      | 80 kN                                                                                     | 80 kN                                                    | 80 kN                                    | 80 kN                                    | 80 kN                                    |
| Treibraddurchmesser (neu): Laufrad (neu):  | 860 mm 750 mm                                                | 860 mm 750 mm                                                | 860 mm, Conn./Breng: 870 mm 750 mm                         | 860 mm, Conn./Breng: 870 mm 750 mm                                                        | 860/870 mm 750 mm                                        | 860 mm 750 mm                            | 860 mm 750 mm                            | 860 mm 750 mm                            |
| Stromsystem:                               | dieselelektrisch                                             | dieselelektrisch                                             | 1500 V=                                                    | 1500 V=                                                                                   | dieselelektrisch                                         | dieselelektrisch                         | dieselelektrisch                         | 15 kV , 16,7 Hz                          |
| Sitzplätze erste Klasse: zweite Klasse:    | Arriva: 8 Veolia 16 100/111 Veolia 107                       | 16 169/170 Veolia: 176                                       | Arriva: – Veolia: 16 Arriva: 113 Veolia: 107               | Arriva, Conn.: – Veolia: 16 Breng: 8 Arriva: 172 Conn.: 155 Veolia: 176 Breng: 174        | – 108                                                    | – 165                                    | – 97                                     | – 97                                     |
| Stehplätze (4 Pers./m²):                   | Arriva: 106 Veolia: 96                                       | Arriva: 214 Veolia: 139                                      | Arriva: 108 Veolia: 96                                     | Arriva: 172 Veolia: 139                                                                   |                                                          | 96                                       |                                          |                                          |
| Fußbodenhöhe Niederflur: Hochflur:         | 830 mm 996 mm                                                | 830 mm 996 mm                                                | 830 mm 996 mm                                              | 830 mm 996 mm                                                                             | 600 mm 1000 mm                                           | 600 mm 998 mm                            |                                          | 600 mm 997 mm                            |
| Kupplungstyp:                              | Scharfenberg                                                 | Scharfenberg                                                 | Scharfenberg                                               | Scharfenberg                                                                              | Scharfenberg                                             | Scharfenberg                             | Scharfenberg                             | Scharfenberg                             |
| Luftfederung:                              | Lauf- und Triebdrehgestelle                                  | Lauf- und Triebdrehgestelle                                  | Lauf- und Triebdrehgestelle                                | Lauf- und Triebdrehgestelle                                                               | Lauf- und Triebdrehgestelle                              | Lauf- und Triebdrehgestelle              | Lauf- und Triebdrehgestelle              | Lauf- und Triebdrehgestelle              |
| Besonderheiten:                            | Klimaanlage, WC: Connexxion GTW: vorbereitet für WC-Einbau   | Klimaanlage, WC: Connexxion GTW: vorbereitet für WC-Einbau   | Klimaanlage, WC: Connexxion GTW: vorbereitet für WC-Einbau | Klimaanlage, WC: Connexxion GTW: vorbereitet für WC-Einbau                                | Klimaanlage erfüllt Anforderungen für Straßenbahnbetrieb | Klimaanlage, WC                          | Klimaanlage, WC                          | Klimaanlage, WC                          |
| Quelle:                                    | [ 41 ] [ 1 ]                                                 | [ 41 ] [ 1 ]                                                 | [ 42 ] [ 43 ] [ 1 ]                                        | [ 42 ] [ 43 ] [ 1 ]                                                                       | [ 44 ]                                                   | [ 45 ]                                   | [ 46 ]                                   | [ 47 ]                                   |

| Stadler GTW – vierte Generation (Teil II)   | Stadler GTW – vierte Generation (Teil II) | Stadler GTW – vierte Generation (Teil II) | Stadler GTW – vierte Generation (Teil II) | Stadler GTW – vierte Generation (Teil II) | Stadler GTW – vierte Generation (Teil II)             | Stadler GTW – vierte Generation (Teil II) | Stadler GTW – vierte Generation (Teil II) |
| ------------------------------------------- | ----------------------------------------- | ----------------------------------------- | ----------------------------------------- | ----------------------------------------- | ----------------------------------------------------- | ----------------------------------------- | ----------------------------------------- |
| Bauartbezeichnung:                          | ODEG 646                                  | FNM ATR 115                               | FNM ATR 125                               | TCD GTW 2/6                               | DCTA GTW 2/6 BART GTW 2/6                             | FGC 331                                   | MVR ABeh 2/6 TPC ABeh 2/6                 |
| Nummerierung:                               | 040–045                                   | x01–x08                                   | x01–x11                                   | 1–4                                       | DCTA: 101–111 BART: 101–108                           | 01–02                                     | MVR: 7501–7508 TPC: 541–547               |
| Anzahl:                                     | 6                                         | 8                                         | 11                                        | 4                                         | DCTA: 11 BART: 8                                      | 2                                         | MVR: 4 + 4 TPC: 7                         |
| Baujahre:                                   | 2011                                      | 2011                                      | 2011                                      | 2012                                      | DCTA: 2012 BART: 2017                                 | 2016                                      | 2015–2017                                 |
| Achsformel:                                 | 2’Bo2’                                    | 2’Bo2’                                    | 2’Bo2’ + 2’Bo2’                           | 2’Bozz2’                                  | 2’Bo2’                                                | 2’Bo2’                                    | 2’Bozz2’                                  |
| Spurweite:                                  | 1435 mm                                   | 1435 mm                                   | 1435 mm                                   | 1000 mm                                   | 1435 mm                                               | 1668 mm                                   | 1000 mm                                   |
| Länge über Kupplung/Puffer:                 | 40,890 m                                  | 39,500 m                                  | 77,330 m                                  | 36,432 m                                  | 40,890 m                                              | 40,890 m                                  | 39,234 m                                  |
| Breite:                                     | 3000 mm                                   | 3000 mm                                   | 3000 mm                                   | 2600 mm                                   | 2950 mm                                               | 2950 mm                                   | 2650 mm                                   |
| Längsdruckkraft:                            | 1500 kN                                   | 1500 kN                                   | 1500 kN                                   | 800 kN                                    | 1500 kN                                               | 800 kN                                    | 800 kN                                    |
| Achsstand Antriebsmodul: Laufdrehgestelle:  | 2100 mm 2100 mm                           | 2100 mm 2100 mm                           | 2100 mm 2100 mm                           | 2540 mm 1800 mm                           | 2100 mm 2100 mm                                       | 2100 mm 2100 mm                           | 2480 mm 1900 mm                           |
| Dienstmasse:                                | 72 t                                      | 67 t                                      | 136 t                                     | 60 t                                      | 73,275 t                                              |                                           | 54 t                                      |
| Höchstgeschwindigkeit Adhäsion: Zahnstange: | 140 km/h                                  | 140 km/h                                  | 140 km/h                                  | 30 km/h                                   | 120 km/h (75 mph)                                     | 120 km/h                                  | 80 km/h 40 km/h                           |
| Kurzzeitleistung:                           | 764 kW                                    | 600 kW                                    | 1200 kW                                   | 700 kW                                    | DCTA: 470 kW BART: 600 kW                             | 600 kW                                    | 900 kW                                    |
| Anfahrzugkraft Adhäsion: Zahnrad:           | 80 kN                                     | 80 kN                                     | 160 kN                                    | 130 kN                                    | 80 kN                                                 | 80 kN                                     | 70 kN 135 kN                              |
| Treibraddurchmesser (neu): Laufrad (neu):   | 860 mm 750 mm                             | 860 mm 750 mm                             | 860 mm 750 mm                             | 795 mm 666 mm                             | 860 mm 750 mm                                         | 870 mm 750 mm                             | 798 mm 700 mm                             |
| Zahnradsystem:                              |                                           |                                           |                                           | Strub                                     |                                                       |                                           | MVR: Strub TPC: Abt                       |
| Stromsystem:                                | dieselelektrisch                          | dieselelektrisch                          | dieselelektrisch                          | 1500 V =                                  | dieselelektrisch                                      | dieselelektrisch                          | MVR: 900 V = TPC: 1500 V =                |
| Dieselmotor Leistung:                       | 2 × 382 kW                                |                                           |                                           | –                                         |                                                       |                                           | –                                         |
| Sitzplätze erste Klasse: zweite Klasse:     | – 100                                     | – 111                                     | – 243                                     | – 100                                     | – 104                                                 | – 104                                     | MVR: 12 TPC: – MVR 94 TPC: 109            |
| Stehplätze (4 Pers./m²):                    | 158                                       |                                           |                                           | 100                                       | 96                                                    | 97                                        | 65                                        |
| Fußbodenhöhe Niederflur: Hochflur:          | 640 mm 996 mm                             | 830 mm 996 mm                             | 996 mm                                    | 595 mm 950 mm                             | DCTA: 600 mm BART: 620 mm DCTA: 1000 mm BART: 1020 mm | 620 mm 1020 mm                            | 400 mm 980 mm                             |
| Kupplungstyp:                               | Scharfenberg                              | Scharfenberg                              | Scharfenberg                              | automatische                              | Scharfenberg                                          | Scharfenberg                              | Schwab                                    |
| Luftfederung:                               | Lauf- und Triebdrehgestelle               | Lauf- und Triebdrehgestelle               | Lauf- und Triebdrehgestelle               | Lauf- und Triebdrehgestelle               | Lauf- und Triebdrehgestelle                           | Lauf- und Triebdrehgestelle               | Lauf- und Triebdrehgestelle               |
| Besonderheiten:                             | Klimaanlage, WC                           | Klimaanlage, WC                           | Klimaanlage, WC                           |                                           | Klimaanlage                                           | Klimaanlage                               | Klimaanlage                               |
| Quelle:                                     | [ 50 ]                                    | [ 51 ]                                    | [ 51 ]                                    | [ 52 ]                                    | [ 53 ] [ 54 ]                                         | [ 55 ]                                    | [ 56 ]                                    |